# Nazionale maschile di calcio della Francia
La nazionale di calcio della Francia (fr. équipe de France de football) è la rappresentativa calcistica della Francia ed è posta sotto l'egida della Federazione calcistica francese.
È una delle nazionali più titolate al mondo: ha vinto due campionati del mondo (Francia 1998 e Russia 2018), due campionati d'Europa (Francia 1984 e Belgio-Paesi Bassi 2000), due Confederations Cup (Corea del Sud-Giappone 2001 e Francia 2003), la Coppa Artemio Franchi 1985 e una UEFA Nations League (2020-2021).
Il periodo di maggior successo della Francia è databile tra la fine degli anni 1990 e l'inizio degli anni 2000, quando ha vinto in sequenza il campionato del mondo (1998), il campionato d'Europa (2000) e due Confederations Cup (2001 e 2003). Tra gli altri piazzamenti di rilievo la Francia vanta due secondi posti e due terzi posti al campionato del mondo e un secondo posto al campionato europeo, dove ha inoltre raggiunto le semifinali in tre occasioni. Al torneo olimpico il miglior risultato è il quarto posto ad Anversa 1920.
Nella classifica mondiale della FIFA, istituita nell'agosto 1993, la Francia ha occupato il 1º posto più volte, dal maggio 2001 al maggio 2002 e dall'agosto al settembre 2018, mentre il peggiore posizionamento è il 26º posto del settembre 2010. Attualmente occupa il 3º posto della graduatoria.

## Storia

### Il primo cinquantennio
Fino agli anni 1950 la nazionale francese non ottenne risultati notevoli. La prima partita dei bleus risale al 1904 contro il Belgio e terminò 3-3. La Francia partecipò a tutte e tre le edizioni della Coppa del mondo svoltesi nel periodo interbellico: al campionato del mondo 1930, in cui non superò il primo turno, Lucien Laurent segnò il primo gol nella storia dei mondiali, nella partita vinta per 4-1 contro il Messico; al campionato del mondo 1934 la nazionale francese fu eliminata ancora al primo turno, con il punteggio di 3-2 ai supplementari, contro l'Austria del Wunderteam; infine al campionato del mondo 1938 giocato in casa riuscì a spingersi fino ai quarti di finale, dove venne eliminata col punteggio di 3-1 dall'Italia di Vittorio Pozzo, campione in carica e di lì a breve nuovamente iridata.
Nelle eliminatorie del campionato del mondo 1950 la Francia venne sconfitta dalla Jugoslavia. Successivamente ripescata per la fase finale in Brasile a seguito del forfait di altre nazionali, venne sorteggiata nel girone D con Uruguay e Bolivia; tuttavia si ritirò in segno di protesta contro l'organizzazione, in merito a un calendario che prevedeva due partite in località distanti circa 3 500 chilometri. Tornò a qualificarsi per il campionato del mondo 1954 in Svizzera, dove, pur inserita nel lotto delle teste di serie, venne eliminata al primo turno.

### Da Fontaine a Platini

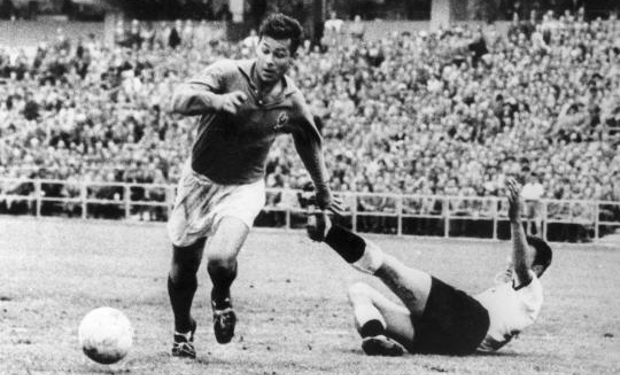
Just Fontaine, 13 gol con i bleus al, primato ineguagliato

Il campionato del mondo 1958 fu il primo in cui la Francia raggiunse un traguardo di rilievo: i bleus furono sconfitti soltanto in semifinale dal Brasile, per poi chiudere sul podio, sconfiggendo la Germania per 6-3 nella finale per il terzo posto. L'attaccante Just Fontaine in 6 partite realizzò ben 13 gol, cifra che rappresenta ancora oggi un primato per la fase finale di un mondiale. In quel periodo l'ossatura della squadra era composta in gran parte da giocatori o ex giocatori del forte Stade de Reims come Raymond Kopa, Robert Jonquet, Roger Marche e Just Fontaine, cui si aggiungeva Roger Piantoni.
Al campionato d'Europa 1960, prima edizione della manifestazione continentale, la Francia giunse tra le prime quattro, ma, priva di Fontaine, autore di cinque reti tra ottavi e quarti che si erano svolti in partite di andata e ritorno, perse la semifinale contro la Jugoslavia per 5-4. Nella finale per il terzo posto la squadra francese fu superata dalla Cecoslovacchia per 2-0.
Dopo questo risultato, cominciò un lungo periodo buio per l'équipe de France, che collezionò mancate qualificazioni alle fasi finali dei campionati del mondo e campionati europei, con l'unica eccezione del campionato del mondo 1966 in Inghilterra, che la vide presente alla fase finale, ma eliminata al primo turno.
A partire dalla seconda metà degli anni settanta, la nazionale visse una fase di progressiva ripresa, culminata con la qualificazione al campionato del mondo 1978, dove la selezione francese, tuttavia, venne eliminata al primo turno.
Negli anni 1980 vi furono notevoli progressi, grazie a giocatori come Michel Platini, Dominique Rocheteau, Marius Trésor, Alain Giresse e Luis Miguel Fernández. I bleus si piazzarono quarti al mondiale di Spagna 1982 con il CT Michel Hidalgo e terzi a quello di Messico 1986 sotto Henri Michel, venendo sconfitti in entrambe le occasioni in semifinale dalla Germania Ovest. Nel frattempo la Francia del CT Hidalgo vinse il suo primo titolo europeo nell'edizione casalinga di Francia 1984 (battuta in finale la Spagna per 2-0) e la Coppa Artemio Franchi nel 1985 contro la selezione dell'Uruguay, campione sudamericano in carica.

### Crisi e generazione d'oro
Il mondiale messicano del 1986 segnò la fine di una generazione di talenti che molti osservatori ritenevano irripetibile. Dopo quella edizione della coppa del mondo lasciarono la nazionale Dominique Rocheteau, Maxime Bossis e Alain Giresse e, un anno più tardi, quando già erano iniziate - male - le qualificazioni all'europeo del 1988, anche Platini.
La fine del precedente ciclo fu troppo brusca e per la selezione francese si aprì una fase buia. Fallita malamente la qualificazione al campionato d'Europa 1988, la nazionale fu affidata con grandi aspettative al commissario tecnico Platini, all'esordio nelle vesti di allenatore, ma non riuscì a ottenere la qualificazione al campionato del mondo 1990 e, nonostante un'autorevole qualificazione al campionato d'Europa 1992 (con 19 risultati utili consecutivi ottenuti tra l'aprile del 1989 e il novembre 1991), uscì al primo turno della rassegna svoltasi in Svezia, risultato che spinse Platini a dimettersi. La crisi proseguì con la mancata qualificazione al campionato del mondo 1994, sfumata clamorosamente a causa di una sconfitta interna contro la Bulgaria, maturata al Parco dei Principi all'ultimo minuto di gioco dell'ultima giornata delle eliminatorie.

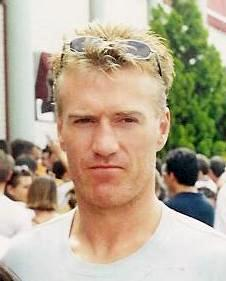
Didier Deschamps, capitano dei bleus artefici del double mondiale-europeo a Francia 1998 e, e commissario tecnico della seconda vittoria mondiale al e del successo in UEFA Nations League 2020-2021

La rinascita della Francia ebbe come artefice il nuovo c.t. Aimé Jacquet, assunto inizialmente in maniera provvisoria, poi in modo definitivo dopo una striscia di 30 partite senza sconfitte. Sfidando l'opposizione dell'estrema destra e la costante ascesa di Jean-Marie Le Pen, egli mise in piedi una Francia multietnica, con giocatori nati lontano dai confini transalpini o comunque discendenti da altri popoli, e accantonò alcune storiche "bandiere" del passato per far spazio a un nuovo gruppo di giocatori. Tra questi spiccava il nome di Zinédine Zidane, talentuoso centrocampista di origini algerine, su cui Jacquet modellò la sua Francia. Al campionato d'Europa 1996 in Inghilterra, i bleus raggiunsero le semifinali, dove furono sconfitti ai tiri di rigore dalla Rep. Ceca; per i francesi fu il miglior risultato in un grande torneo dal 1986. Fu l'inizio della cosiddetta generazione d'oro del calcio francese, che di lì in pochi anni fu artefice di grandi affermazioni internazionali in virtù dell'apporto di grandi campioni. La nazionale di Jacquet si presentò al campionato del mondo 1998 da padrona di casa e quindi qualificata di diritto. Dopo aver brillantemente superato la prima fase, la Francia, capitanata da Didier Deschamps sospinta da Zinédine Zidane, approdò per la prima volta alla finale di un mondiale e allo Stade de France si laureò campione del mondo battendo per 3-0 il Brasile campione del mondo uscente.

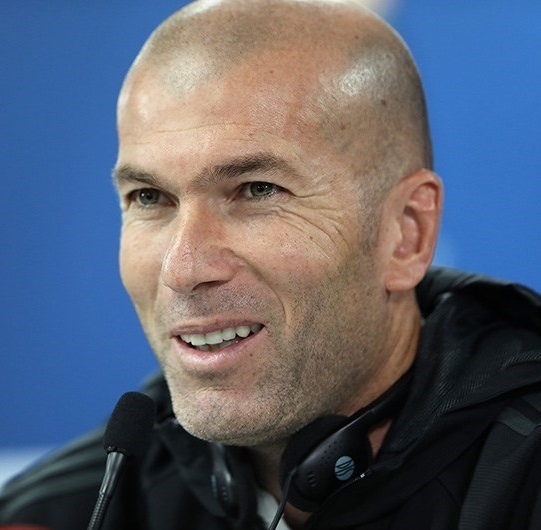
Zinédine Zidane, stella della Francia vincitrice del mondiale 1998 e dell'europeo 2000 e finalista al

Dopo il trionfo mondiale e le dimissioni di Jacquet, i bleus, guidati da Roger Lemerre, vinsero anche il campionato d'Europa 2000, dove, trascinati ancora da Zidane, ebbero la meglio sull'Italia nella finale di Rotterdam, pervenendo al pareggio a pochi istanti dalla fine del match e imponendosi per 2-1 con un golden goal di David Trezeguet; in tal modo la Francia realizzò un double mondiale-europeo riuscito prima solo alla Germania Ovest negli anni 1970, sebbene a parti invertite (prima la vittoria al campionato d'Europa 1972 e poi quella al campionato del mondo 1974), e in futuro alla Spagna.
La striscia di successi proseguì con la vittoria della FIFA Confederations Cup 2001 (primo alloro francese nella competizione), ma l'anno seguente arrivò la disfatta al campionato del mondo 2002, da cui i transalpini furono eliminati già al primo turno, contro ogni pronostico, senza segnare un gol e con Zidane a mezzo servizio, recuperato solo per l'ultima delle tre partite disputate nel torneo. Licenziato Lemerre dopo il fiasco mondiale, la Federazione francese affidò la panchina a Jacques Santini, che guidò i bleus alla conquista della FIFA Confederations Cup 2003, disputata in casa, ma al campionato d'Europa 2004 la squadra uscì ai quarti di finale contro la Grecia poi campione d'Europa.
Dopo il doppio fallimento mondiale e continentale, la Francia del nuovo CT Raymond Domenech, già tecnico dell'Under-21 francese, vincendo l'iniziale scetticismo e voci su uno spogliatoio diviso, si qualificò al campionato del mondo 2006 e raggiunse la finale del torneo, dove la Francia pareggiò per 1-1 contro l'Italia e, dopo l'espulsione di Zidane, fu battuta ai tiri di rigore; nel mondiale tedesco Lilian Thuram stabilì il primato di presenze con i bleus.

### Un difficile rinnovamento e il ritorno in auge
Malgrado il fallimento al campionato d'Europa 2008, con la Francia eliminata già dopo la fase a gironi, Domenech rimase in sella anche per il campionato del mondo 2010, al quale i bleus si qualificarono grazie a un gol – fortemente contestato, poiché propiziato da un doppio controllo di mano – di Thierry Henry nello spareggio contro l'Irlanda. Nella rassegna sudafricana la nazionale francese, dilaniata da dissidi interni, uscì a sorpresa già al primo turno.
La successiva gestione di Laurent Blanc rinnovò l'organico e rivitalizzò la squadra, portandola ai quarti di finale del campionato d'Europa 2012 e gettando le basi per i progressi compiuti con il CT Didier Deschamps, che subentrò a Blanc nel 2012 e condusse i suoi ai quarti di finale del campionato del mondo 2014 e alla finale del campionato d'Europa 2016, disputato in casa e perso nell'atto conclusivo contro il Portogallo, con Antoine Griezmann capocannoniere ed eletto migliore giocatore della rassegna continentale.

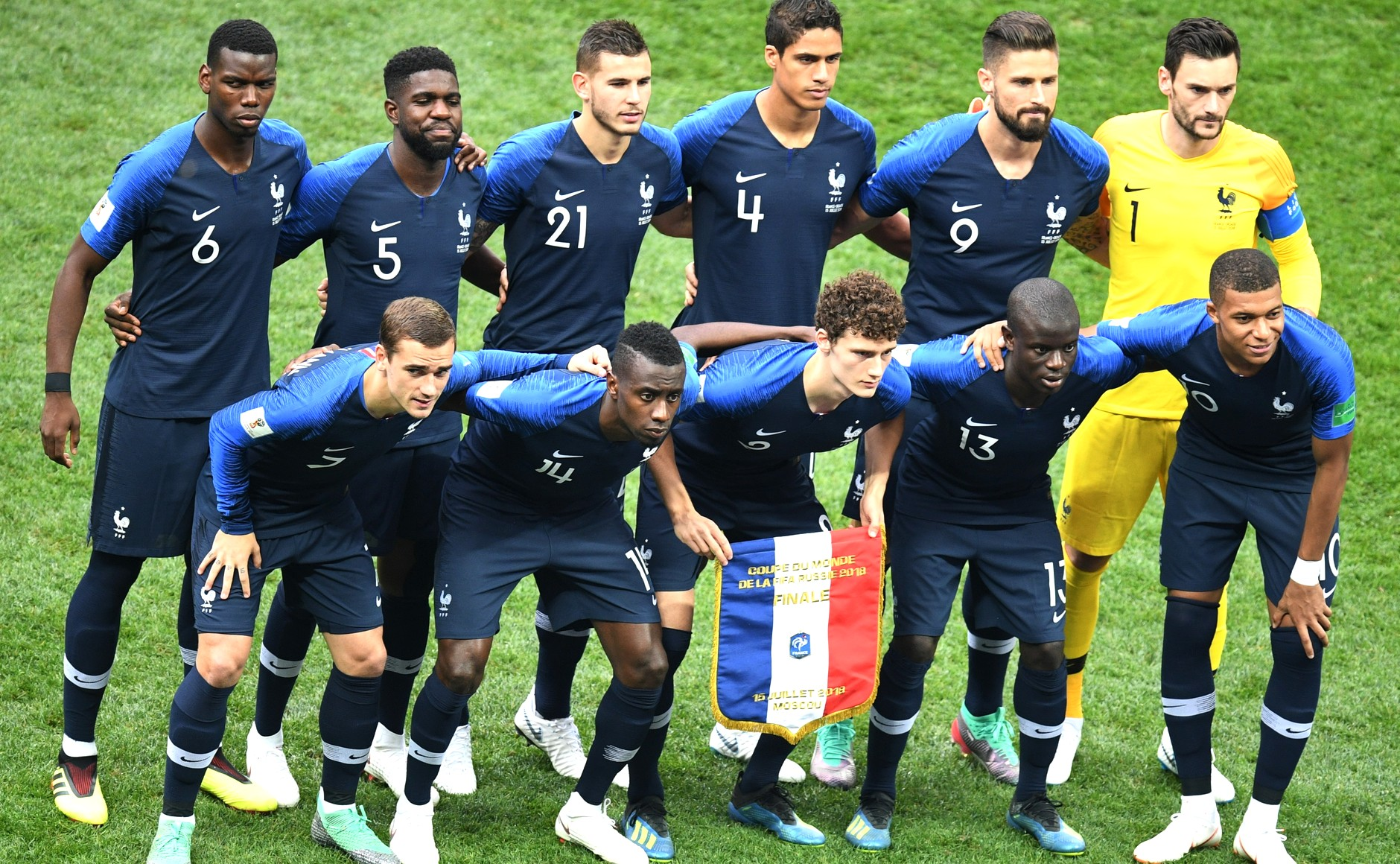
L'undici francese che sconfisse la nella finale di, vincendo il suo secondo titolo mondiale.

La Francia di Deschamps vinse poi il campionato del mondo 2018, battendo per 4-2 in finale la Croazia: i bleus, guidati dalla stella Kylian Mbappé, si laurearono campioni del mondo per la seconda volta. Dopo il mondiale vinto in Russia, la Francia fu impegnata nella Lega A di UEFA Nations League 2018-2019, dove mancò la qualificazione alla final four del torneo e, di seguito, nel campionato d'Europa 2020, posticipato al 2021 a causa della pandemia di COVID-19: qui i bleus delusero, uscendo già agli ottavi di finale. In ottobre, invece, la Francia si aggiudicò in Italia la seconda edizione della UEFA Nations League 2020-2021, battendo in finale la Spagna (2-1). Dopo aver chiuso la UEFA Nations League 2022-2023 al terzo posto nel proprio girone di Lega A, fallendo l'accesso alla final four e rischiando la retrocessione in Lega B, la Francia si confermò nazionale di vertice raggiungendo la finale del campionato del mondo 2022, dove, malgrado la tripletta di Mbappé, fu sconfitta ai tiri di rigore dall'Argentina. Seguì il terzo posto nella UEFA Nations League 2024-2025.

## Aspetti culturali
Il primo giocatore nero selezionato per la nazionale di calcio francese, Raoul Diagne, ottenne la sua prima presenza con la Francia già nel 1931, fino a totalizzarne 18 prima della seconda guerra mondiale.
Il primo giocatore di origine nordafricana a essere convocato dalla Francia fu il marocchino Larbi Ben Barek, che detiene il record di longevità nella squadra francese: 15 anni e 10 mesi di militanza, dal 1938 al 1954. Nel frattempo erano stati convocati molti giocatori provenienti da famiglie straniere che avevano trovato lavoro in Francia: italiane (Roger Piantoni, Michel Platini), spagnole (Luis Miguel Fernández), polacche (Raymond Kopa), armene (Youri Djorkaeff) e portoghesi (Robert Pirès).

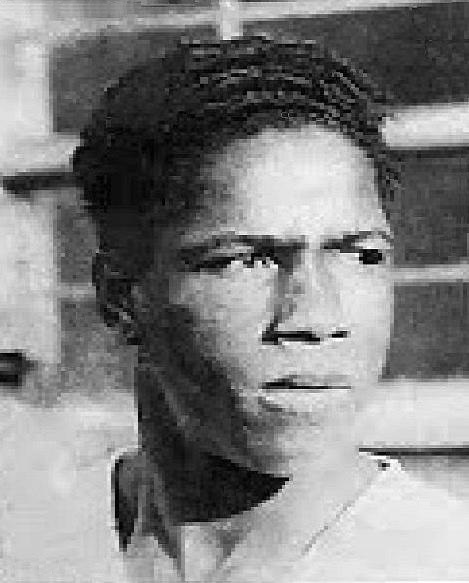
Larbi Ben Barek, detentore del record di longevità nella nazionale francese. Egli vi militò, infatti, per quasi 16 anni e fu anche il primo nordafricano bleu.

Dagli anni 1990 la nazionale francese è ritenuta da alcuni un esempio di moderna convivenza pacifica tra etnie diverse per la sua capacità di incarnare l'ideale multiculturale della Francia. La squadra ha ottenuto successi a livello continentale e mondiale rimanendo etnicamente eterogenea, in quanto ha schierato numerosi giocatori originari dei dipartimenti di oltremare della Francia oppure discendenti di immigrati dalle ex colonie francesi. Zinédine Zidane e Karim Benzema hanno origini algerine, precisamente cabile, mentre Lilian Thuram, William Gallas, Sylvain Wiltord e Thierry Henry provengono dalle Antille (il primo proviene dalla Guadalupa e il terzo ha genitori nati in Guadalupa e Martinica). Florent Malouda è nato nella Guyana francese, mentre Patrick Vieira si trasferì in Francia dal Senegal.
Questa situazione causò, dalla metà degli anni '90, le rimostranze dei settori più nazionalisti della società e della politica francese e in particolar modo del leader dell'estrema destra Jean-Marie Le Pen. Molti indicarono nella vittoria della nazionale al campionato del mondo 1998 una risposta alle lamentele di Le Pen riguardo alla presunta assenza di una sufficiente componente "francese" nella formazione, sebbene in realtà la formazione che vinse la finale contro il Brasile aveva otto giocatori su undici di pelle bianca. Nel 2002 la nazionale, con in prima fila Marcel Desailly, nativo del Ghana, al secondo turno delle elezioni presidenziali, alle quali Le Pen era candidato, si schierò esplicitamente e pubblicamente contro il politico ultra-conservatore, invitando la gente francese a fare altrettanto e auspicando la riconferma a presidente della Repubblica di Jacques Chirac, principale sfidante elettorale di Le Pen, fatto che poi effettivamente avvenne.
Nel 2004 una troupe televisiva colse il CT della Spagna Luis Aragonés mentre era intento a incitare José Antonio Reyes a dimostrare di valere di più di Thierry Henry (compagno di Reyes nell'Arsenal), riferendosi all'attaccante francese con insulti razzisti. Sulla vicenda l'UEFA condusse un'inchiesta, che terminò in modo controverso, con una multa alla Federazione calcistica spagnola e l'impegno a punire severamente comportamenti simili in futuro. Dopo il fatto lo stesso Henry e l'azienda Nike iniziarono a promuovere una campagna internazionale per la sensibilizzazione contro il razzismo (Stand Up Speak Up).
Nel 2006 la Francia raggiunse nuovamente la finale della Coppa del mondo e anche in questa circostanza Le Pen attirò su di sé un vespaio di polemiche dichiarando che secondo lui Domenech aveva convocato troppi calciatori di colore e di origini non francesi. La squadra, tramite Domenech e Thuram, decise di non replicare alle affermazioni di Le Pen, definite «idiozie».
I tentativi della Francia di integrare le proprie minoranze e di porre definitivamente fine al proprio passato coloniale tramite il modello di convivenza costituito dall'équipe de France hanno avuto esiti non sempre positivi. Si ricordano, a tal proposito, le partite giocate contro Algeria e Tunisia a Parigi, durante le quali l'inno nazionale francese fu fischiato. Altri episodi di intolleranza si verificarono nel 2001, quando un'amichevole giocata a Parigi tra la Francia e l'ex colonia Algeria pochi giorni dopo gli attentati terroristici dell'11 settembre fu sospesa nel secondo tempo per via di cori da stadio in favore di Osama bin Laden e di insulti a Zidane.
Il 30 aprile 2011 fu intercettata una conversazione tra François Blaquart, capo della Direzione tecnica nazionale, e il CT della Francia Laurent Blanc, in cui si paventava l'ipotesi di instaurare delle "quote etniche" e di indurre i giocatori delle giovanili francesi a non schierarsi con la propria nazionale d'origine in futuro. L'intercettazione suscitò molte polemiche, in quanto denotò, a detta di molti, da una parte razzismo, dall'altra scarso patriottismo, e portò alla sospensione di Blaquart e alle pubbliche scuse di Blanc.

## Colori e simboli

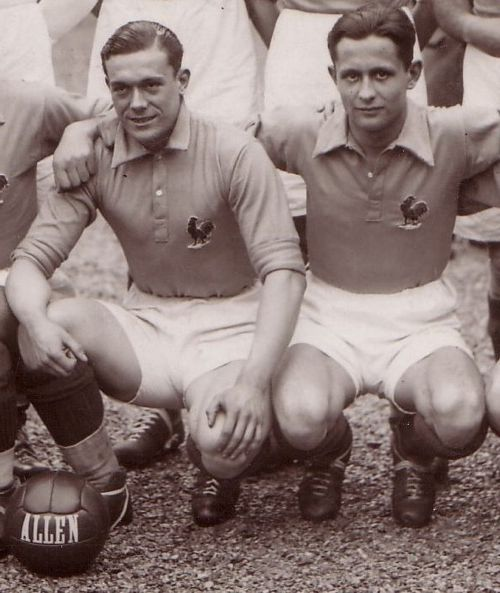
Il galletto cucito sul petto della maglia francese nel 1934

### Colori
La nazionale francese veste praticamente da sempre i colori della propria bandiera, le Tricolore. La divisa tradizionale casalinga è composta da una maglia blu (da cui il soprannome les bleus), calzoncini bianchi e calzettoni rossi, i cui colori richiamano il vessillo nazionale. Negli anni sono spesso stati aggiunti ulteriori dettagli bianchi e rossi sulla maglia blu.
In special modo, nel lungo periodo in cui fornitrice ufficiale era Adidas (subentrata a un'unica breve parentesi della francese Le Coq Sportif) la divisa casalinga presentava strisce bianche e rosse Adidas e disegni, a seconda della moda, sempre bianco-rossi. Si nota in particolare la divisa con cui la nazionale vinse il campionato d'Europa 1984: casacca blu con vistosa barra orizzontale rossa sul petto accompagnata da tre sottili righe bianche sull'addome (richiamo alle strisce Adidas). Questa composizione stilistico-cromatica fu rivisitata, in una forma più moderna, nella divisa del campionato del mondo 1998, che pure videro i francesi vincitori. La barra rossa, senza strisce bianche, fu riproposta anche al campionato d'Europa 2000, anch'esso vinto dalla Francia, e al campionato d'Europa 2004, meno fortunato per i galletti.

La seconda divisa francese, 1978

Dal 2010 la fornitura del materiale tecnico è passata all'americana Nike che ha segnato un netto cambio estetico delle divise, avvicinandosi per tonalità a quelle della selezione di rugby. In particolare c'è un ritorno alla sobrietà nel campionato d'Europa 2012, in cui per la prima volta la Francia ha scelto una tenuta blu con strisce orizzontali leggermente più scure e dettagli dorati, e una seconda divisa totalmente bianca. Negli anni seguenti c'è un ritorno alla divisa classica con maglia blu scuro, calzoncini bianchi e calzettoni rossi, eventualmente corredati di piccoli dettagli di altri colori.
In trasferta la Francia ha sempre giocato con divise bianche con pantaloncini azzurri o in tenuta bianca monocromatica, a seconda della combinazione indossata dalla selezione di casa, da quasi sempre contornata da bordini e striscette rosso-blu, sempre richiamando dove possibile il tricolore francese. Degne di nota le versioni invertite delle già citate maglie con le righe sul petto, e quella della finale con l'Italia del 2006 dove sul petto portava una sfumatura dal rosso al blu.
Nel 2008 l'Adidas, non senza qualche critica, cambiò drasticamente la combinazione cromatica della divisa da trasferta, realizzandola rossa con bordini bianco-blu, e accompagnata da pantaloncini e calzettoni azzurri. Ai Mondiali del 1978, a causa di un disguido, la Francia giocò contro l'Ungheria con un'insolita maglia a strisce verticali bianco-verdi: entrambe le squadre si erano presentate in maglia bianca. Furono usate le maglie prestate dalla locale squadra del Kimberley Football Club.

#### Evoluzione della divisa
| Storica                                                                 | Storica                                                                             | Storica | Storica |
| ----------------------------------------------------------------------- | ----------------------------------------------------------------------------------- | ------- | ------- |
| Casa                                                                    | Trasferta                                                                           |         |         |
| Manica sinistra · Maglietta · Manica destra · Pantaloncini · Calzettoni | Manica sinistra · Maglietta · Maglietta · Manica destra · Pantaloncini · Calzettoni |         |         |
| Allen Sport                                                             |                                                                                     |         |         |

| Mondiale 1958                                                                       | Mondiale 1958                                                                       | Mondiale 1958 | Mondiale 1958 |
| ----------------------------------------------------------------------------------- | ----------------------------------------------------------------------------------- | ------------- | ------------- |
| Casa                                                                                | Trasferta                                                                           |               |               |
| Manica sinistra · Maglietta · Maglietta · Manica destra · Pantaloncini · Calzettoni | Manica sinistra · Maglietta · Maglietta · Manica destra · Pantaloncini · Calzettoni |               |               |
| Allen Sport                                                                         |                                                                                     |               |               |

| Mondiale 1962                                                                       | Mondiale 1962                                                                       | Mondiale 1962 | Mondiale 1962 |
| ----------------------------------------------------------------------------------- | ----------------------------------------------------------------------------------- | ------------- | ------------- |
| Casa                                                                                | Trasferta                                                                           |               |               |
| Manica sinistra · Maglietta · Maglietta · Manica destra · Pantaloncini · Calzettoni | Manica sinistra · Maglietta · Maglietta · Manica destra · Pantaloncini · Calzettoni |               |               |
| Allen Sport                                                                         |                                                                                     |               |               |

| Mondiale 1966 | Mondiale 1966                                                                       | Mondiale 1966 | Mondiale 1966 |
| --- | ----------------------------------------------------------------------------------- | ------------- | ------------- |
| Casa | Trasferta                                                                           |               |               |
| Manica sinistra · Manica sinistra · Maglietta · Maglietta · Manica destra · Manica destra · Pantaloncini · Calzettoni | Manica sinistra · Maglietta · Maglietta · Manica destra · Pantaloncini · Calzettoni |               |               |
| Allen Sport |                                                                                     |               |               |

| 1972 | 1972                                                                                | 1972 | 1972 |
| --- | ----------------------------------------------------------------------------------- | ---- | ---- |
| Casa | Trasferta                                                                           |      |      |
| Manica sinistra · Manica sinistra · Maglietta · Maglietta · Manica destra · Manica destra · Pantaloncini · Pantaloncini · Calzettoni · Calzettoni | Manica sinistra · Maglietta · Maglietta · Manica destra · Pantaloncini · Calzettoni |      |      |
| Adidas |                                                                                     |      |      |

| Mondiale 1978 | Mondiale 1978 | Mondiale 1978 | Mondiale 1978 |
| --- | --- | ------------- | ------------- |
| Casa | vs Ungheria |               |               |
| Manica sinistra · Manica sinistra · Maglietta · Maglietta · Manica destra · Manica destra · Pantaloncini · Pantaloncini · Calzettoni · Calzettoni | Manica sinistra · Manica sinistra · Maglietta · Maglietta · Manica destra · Manica destra · Pantaloncini · Pantaloncini · Calzettoni · Calzettoni |               |               |
| Adidas | |               |               |

| Mondiale 1982 | Mondiale 1982 | Mondiale 1982 | Mondiale 1982 |
| --- | --- | ------------- | ------------- |
| Casa | Trasferta |               |               |
| Manica sinistra · Manica sinistra · Maglietta · Maglietta · Manica destra · Manica destra · Pantaloncini · Pantaloncini · Calzettoni · Calzettoni | Manica sinistra · Manica sinistra · Maglietta · Maglietta · Manica destra · Manica destra · Pantaloncini · Pantaloncini · Calzettoni · Calzettoni |               |               |
| Adidas | |               |               |

| Euro 1984 | Euro 1984 | Euro 1984 | Euro 1984 |
| --- | --- | --------- | --------- |
| Casa | Trasferta |           |           |
| Manica sinistra · Manica sinistra · Maglietta · Maglietta · Manica destra · Manica destra · Pantaloncini · Calzettoni · Calzettoni | Manica sinistra · Manica sinistra · Maglietta · Maglietta · Manica destra · Manica destra · Pantaloncini · Pantaloncini · Calzettoni · Calzettoni |           |           |
| Adidas | |           |           |

| Casa | Trasferta |
| Manica sinistra · Manica sinistra · Maglietta · Maglietta · Manica destra · Manica destra · Pantaloncini · Pantaloncini · Calzettoni | Manica sinistra · Manica sinistra · Maglietta · Maglietta · Manica destra · Manica destra · Pantaloncini · Pantaloncini · Calzettoni |
| Adidas | |

| Casa | Trasferta |
| Manica sinistra · Manica sinistra · Maglietta · Maglietta · Manica destra · Manica destra · Pantaloncini · Calzettoni | Manica sinistra · Manica sinistra · Maglietta · Maglietta · Manica destra · Manica destra · Pantaloncini · Calzettoni · Calzettoni |
| Adidas | |

| 1994 | 1994 | 1994 | 1994 |
| --- | --- | ---- | ---- |
| Casa | Trasferta |      |      |
| Manica sinistra · Manica sinistra · Maglietta · Maglietta · Manica destra · Manica destra · Pantaloncini · Pantaloncini · Calzettoni · Calzettoni | Manica sinistra · Manica sinistra · Maglietta · Maglietta · Manica destra · Manica destra · Pantaloncini · Pantaloncini · Calzettoni · Calzettoni |      |      |
| Adidas | |      |      |

| Euro 1996 | Euro 1996 | Euro 1996 | Euro 1996 |
| --- | --- | --------- | --------- |
| Casa | Trasferta |           |           |
| Manica sinistra · Manica sinistra · Maglietta · Maglietta · Manica destra · Manica destra · Pantaloncini · Pantaloncini · Calzettoni | Manica sinistra · Manica sinistra · Maglietta · Maglietta · Manica destra · Manica destra · Pantaloncini · Pantaloncini · Calzettoni |           |           |
| Adidas | |           |           |

| Mondiale 1998 | Mondiale 1998 | Mondiale 1998 | Mondiale 1998 |
| --- | --- | ------------- | ------------- |
| Casa | Trasferta |               |               |
| Manica sinistra · Manica sinistra · Maglietta · Maglietta · Manica destra · Manica destra · Pantaloncini · Pantaloncini · Calzettoni · Calzettoni | Manica sinistra · Manica sinistra · Maglietta · Maglietta · Manica destra · Manica destra · Pantaloncini · Pantaloncini · Calzettoni · Calzettoni |               |               |
| Adidas | |               |               |

| Euro 2000 | Euro 2000 | Euro 2000 | Euro 2000 |
| --- | --- | --------- | --------- |
| Casa | Trasferta |           |           |
| Manica sinistra · Manica sinistra · Maglietta · Manica destra · Manica destra · Pantaloncini · Pantaloncini · Calzettoni · Calzettoni | Manica sinistra · Manica sinistra · Maglietta · Maglietta · Manica destra · Manica destra · Pantaloncini · Pantaloncini · Calzettoni · Calzettoni |           |           |
| Adidas | |           |           |

| Mondiale 2002 | Mondiale 2002 | Mondiale 2002 | Mondiale 2002 |
| --- | --- | ------------- | ------------- |
| Casa | Trasferta |               |               |
| Manica sinistra · Manica sinistra · Maglietta · Maglietta · Manica destra · Manica destra · Pantaloncini · Pantaloncini · Calzettoni | Manica sinistra · Manica sinistra · Maglietta · Maglietta · Manica destra · Manica destra · Pantaloncini · Pantaloncini · Calzettoni |               |               |
| Adidas | |               |               |

| Euro 2004 | Euro 2004 | Euro 2004 | Euro 2004 |
| --- | --- | --------- | --------- |
| Casa | Trasferta |           |           |
| Manica sinistra · Manica sinistra · Maglietta · Maglietta · Manica destra · Manica destra · Pantaloncini · Pantaloncini · Calzettoni · Calzettoni | Manica sinistra · Manica sinistra · Maglietta · Maglietta · Manica destra · Manica destra · Pantaloncini · Pantaloncini · Calzettoni · Calzettoni |           |           |
| Adidas | |           |           |

| Mondiale 2006 | Mondiale 2006 | Mondiale 2006 | Mondiale 2006 |
| --- | --- | ------------- | ------------- |
| Casa | Trasferta |               |               |
| Manica sinistra · Manica sinistra · Maglietta · Maglietta · Manica destra · Manica destra · Pantaloncini · Pantaloncini · Calzettoni · Calzettoni | Manica sinistra · Manica sinistra · Maglietta · Maglietta · Manica destra · Manica destra · Pantaloncini · Pantaloncini · Calzettoni |               |               |
| Adidas | |               |               |

| Euro 2008 | Euro 2008 | Euro 2008 | Euro 2008 |
| --- | --- | --------- | --------- |
| Casa | Trasferta |           |           |
| Manica sinistra · Manica sinistra · Maglietta · Maglietta · Manica destra · Manica destra · Pantaloncini · Pantaloncini · Calzettoni · Calzettoni | Manica sinistra · Manica sinistra · Maglietta · Maglietta · Manica destra · Manica destra · Pantaloncini · Pantaloncini · Calzettoni · Calzettoni |           |           |
| Adidas | |           |           |

| Mondiale 2010 | Mondiale 2010 | Mondiale 2010 | Mondiale 2010 |
| --- | --- | ------------- | ------------- |
| Casa | Trasferta |               |               |
| Manica sinistra · Manica sinistra · Maglietta · Maglietta · Manica destra · Manica destra · Pantaloncini · Pantaloncini · Calzettoni · Calzettoni | Manica sinistra · Manica sinistra · Maglietta · Maglietta · Manica destra · Manica destra · Pantaloncini · Pantaloncini · Calzettoni · Calzettoni |               |               |
| Adidas | |               |               |

| Euro 2012 | Euro 2012 | Euro 2012 | Euro 2012 |
| --- | --- | --------- | --------- |
| Casa | Trasferta |           |           |
| Manica sinistra · Manica sinistra · Maglietta · Maglietta · Manica destra · Manica destra · Pantaloncini · Calzettoni · Calzettoni | Manica sinistra · Manica sinistra · Maglietta · Maglietta · Manica destra · Manica destra · Pantaloncini · Calzettoni |           |           |
| Nike | |           |           |

| Mondiale 2014                                                                       | Mondiale 2014 | Mondiale 2014 | Mondiale 2014 |
| ----------------------------------------------------------------------------------- | --- | ------------- | ------------- |
| Casa                                                                                | Trasferta |               |               |
| Manica sinistra · Maglietta · Maglietta · Manica destra · Pantaloncini · Calzettoni | Manica sinistra · Manica sinistra · Maglietta · Maglietta · Manica destra · Manica destra · Pantaloncini · Pantaloncini · Calzettoni |               |               |
| Nike                                                                                | |               |               |

| Euro 2016 | Euro 2016 | Euro 2016 | Euro 2016 |
| --- | --- | --------- | --------- |
| Casa | Trasferta |           |           |
| Manica sinistra · Manica sinistra · Maglietta · Maglietta · Manica destra · Manica destra · Pantaloncini · Pantaloncini · Calzettoni · Calzettoni | Manica sinistra · Manica sinistra · Maglietta · Maglietta · Manica destra · Manica destra · Pantaloncini · Pantaloncini · Calzettoni · Calzettoni |           |           |
| Nike | |           |           |

| Mondiale 2018 | Mondiale 2018 | Mondiale 2018 | Mondiale 2018 |
| --- | --- | ------------- | ------------- |
| Casa | Trasferta |               |               |
| Manica sinistra · Manica sinistra · Maglietta · Maglietta · Manica destra · Manica destra · Pantaloncini · Pantaloncini · Calzettoni · Calzettoni | Manica sinistra · Manica sinistra · Maglietta · Maglietta · Manica destra · Manica destra · Pantaloncini · Pantaloncini · Calzettoni · Calzettoni |               |               |
| Nike | |               |               |

| 26 marzo 2019 Centenario della FFF                                                                                                   |
| --- |
| Manica sinistra · Manica sinistra · Maglietta · Maglietta · Manica destra · Manica destra · Pantaloncini · Pantaloncini · Calzettoni |
| Nike |

| Euro 2020 | Euro 2020 | Euro 2020 | Euro 2020 |
| --- | --- | --------- | --------- |
| Casa | Trasferta |           |           |
| Manica sinistra · Manica sinistra · Maglietta · Maglietta · Manica destra · Manica destra · Pantaloncini · Pantaloncini · Calzettoni | Manica sinistra · Manica sinistra · Maglietta · Maglietta · Manica destra · Manica destra · Pantaloncini · Pantaloncini · Calzettoni |           |           |
| Nike | |           |           |

| Casa | Trasferta |
| Manica sinistra · Manica sinistra · Maglietta · Maglietta · Manica destra · Manica destra · Pantaloncini · Pantaloncini · Calzettoni · Calzettoni | Manica sinistra · Manica sinistra · Maglietta · Maglietta · Manica destra · Manica destra · Pantaloncini · Pantaloncini · Calzettoni · Calzettoni |
| Nike | |

### Simboli
Il simbolo che da sempre figura sul petto delle divise francesi è un galletto dorato su un'iscrizione F.F.F. (acronimo di Fédération Française de Football che in ogni partita viene sostituita dalla scritta France vs "nome squadra" e la data dell'incontro), oggi accompagnato da due stelle dopo le vittorie nelle Coppe del Mondo del 1998 e del 2018. Lo stemma della federazione reca ugualmente un galletto, ma argenteo e con altri disegni. Il coq gaulois, insieme alla Marianne, è uno dei simboli francesi, particolarmente utilizzato nello sport (per esempio, anche la nazionale di rugby francese utilizza un gallo, seppur molto stilizzato) e richiama alle popolazioni galliche, stanziate storicamente in Francia; inoltre, tale simbolo è racchiuso in un esagono, che ricorda vagamente la forma della Francia continentale.

Logo FFF in uso dal 15 luglio 2018
Stemma FFF in uso dal 2018

## Tifoseria e rivalità

### Rivalità
I francesi sentono forte la rivalità con le nazionali di Brasile, Germania, Inghilterra e soprattutto Belgio, con cui vantano il maggior numero di incontri, e Italia, quest'ultima acuitasi specialmente dagli anni 2000 in poi.

#### Belgio

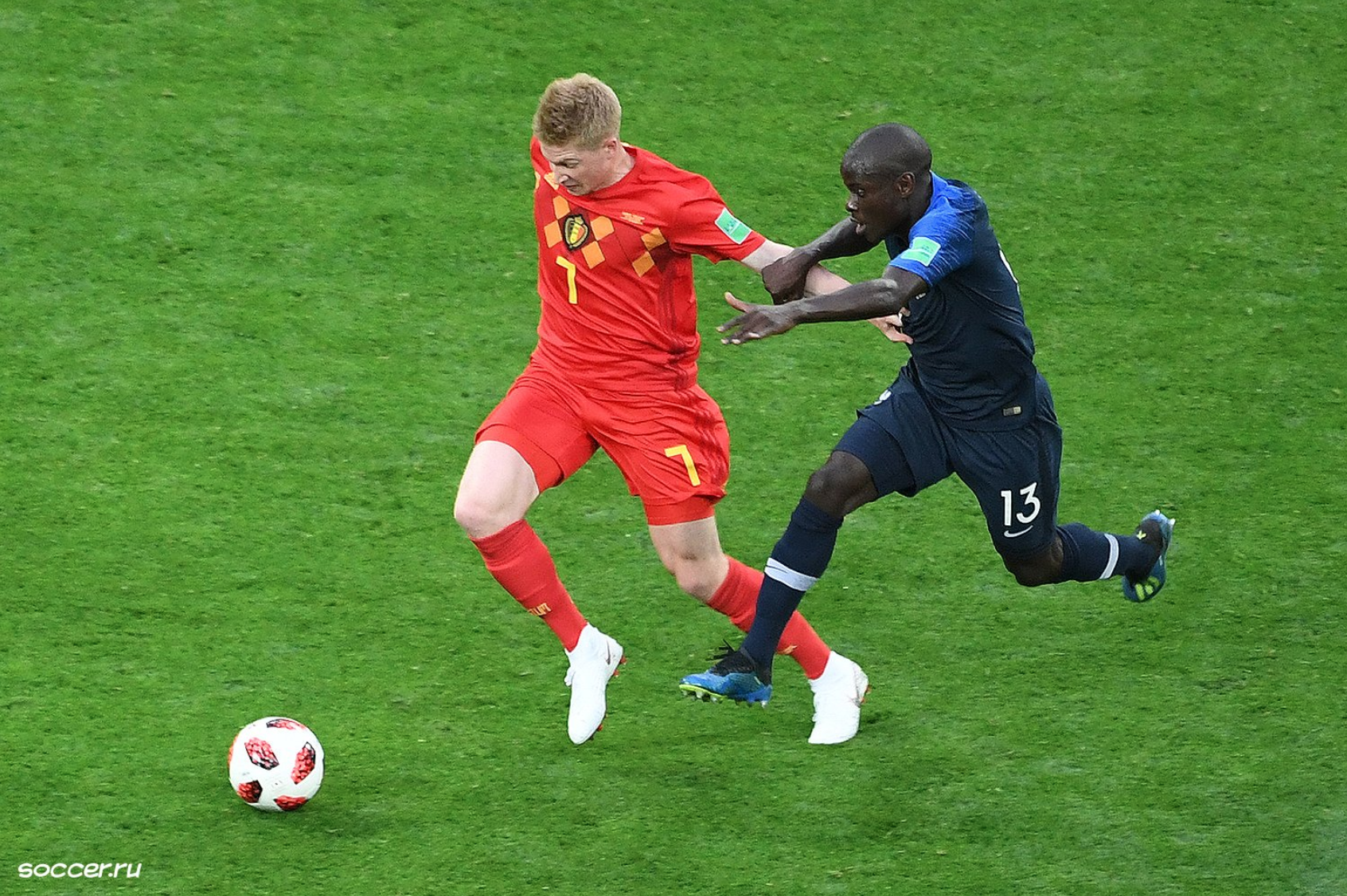
Un momento della semifinale tra Belgio e Francia al

Il Belgio è la nazionale con cui la Francia ha disputato più partite. La gara più importante tra le due formazioni fu la semifinale del campionato del mondo 2018, vinta per 1-0 dai francesi, che poi si laurearono campioni del mondo battendo in finale la Croazia.

#### Brasile
La rivalità calcistica tra Francia e Brasile visse un primo momento importante nel 1986, quando le due nazionali si ritrovarono di fronte ai quarti di finale del mondiale messicano. Ad avere la meglio furono i francesi, ai tiri di rigore, al termine di un match memorabile. Dodici anni più tardi le due formazioni incrociarono nuovamente i propri percorsi, ma con una posta in palio più importante: nella finale del campionato del mondo 1998 i francesi, padroni di casa, sconfissero i verdeoro, campioni del mondo in carica, per 3-0 grazie a una doppietta di Zinédine Zidane, aggiudicandosi per la prima volta la Coppa del mondo. Otto anni dopo, ai quarti di finale del campionato del mondo 2006, furono ancora i francesi a prevalere, con il punteggio di 1-0, confermandosi "bestia nera" per la Seleçao.

#### Germania
Negli anni '80 del XX secolo si intensificò la rivalità tra le nazionali di calcio di Francia e Germania Ovest. Le due squadre si trovarono di fronte nelle semifinali del campionato del mondo 1982: l'incontro, particolarmente duro (si veda lo scontro tra Harald Schumacher e il francese Patrick Battiston, che perse conoscenza e lasciò il campo dopo appena dieci minuti di gioco), si chiuse con la vittoria dei tedeschi occidentali ai tiri di rigore. Quattro anni dopo le squadre si ritrovarono opposte nelle semifinali del campionato del mondo 1986 e anche questa volta a prevalere furono i tedeschi occidentali, che batterono i francesi, campioni d'Europa in carica, per 2-0. Bisognò attendere il 2014 per vedere le due formazioni affrontarsi nuovamente in gare ufficiali: ai quarti di finale del mondiale brasiliano furono ancora i tedeschi a vincere, per 1-0. Due anni dopo, al campionato d'Europa 2016, i francesi, padroni di casa, eliminarono la Germania per la prima volta in una competizione ufficiale, aggiudicandosi l'incontro valido per le semifinali del torneo con il risultato di 2-0. I bleus non sconfiggevano la Mannschaft in partite ufficiali da quasi sessant'anni, precisamente dal successo ottenuto nella finale per il terzo posto del campionato del mondo 1958.

#### Inghilterra

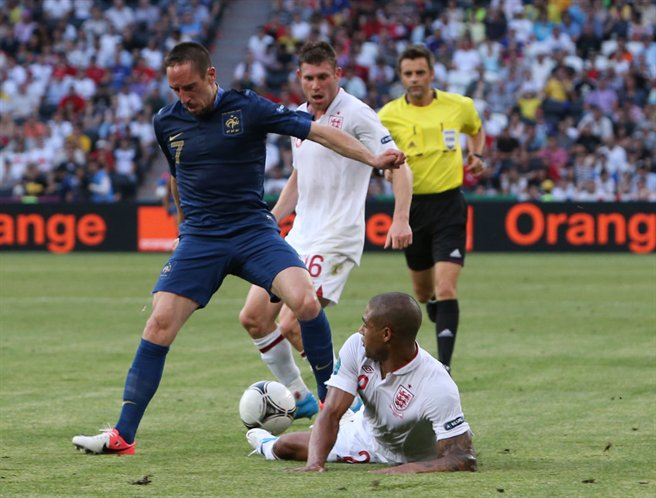
Un momento della gara tra Francia e Inghilterra nella fase a gironi del

Anche la rivalità con gli inglesi è molto sentita. La prima vittoria in assoluto dei francesi sugli inglesi risale al maggio 1931, mentre la prima vittoria in gare ufficiali risale al febbraio 1963, nel ritorno degli ottavi di finale del campionato d'Europa 1964. La prima sfida tra le due squadre al campionato mondiale di calcio fu il quarto di finale di Qatar 2022, vinto dai francesi.

#### Italia
La rivalità calcistica tra francesi e italiani è da sempre esistente e le storie delle due nazionali si sono ripetutamente intrecciate. La prima partita della nazionale azzurra fu disputata proprio contro i francesi (sconfitti per 6-2) e nel corso del periodo precedente alla seconda guerra mondiale le due formazioni si affrontarono più volte. Fino al 1978 la rivalità era più sentita dai francesi che dagli italiani, in quanto l'Italia aveva superato nella maggior parte delle occasioni i rivali, a volte anche con risultati clamorosi (un 9-4 e un 7-0 negli anni '20) e nelle occasioni importanti era riuscita a estromettere i bleus dall'Olimpiade del 1928, dal mondiale di Francia 1938 (vinto dall'Italia) e da quello di Argentina 1978, conseguendo grandi risultati.

Da sinistra: l'italiano Romeo Benetti e il francese Michel Platini durante l'amichevole di Napoli dell'8 febbraio 1978

Dopo una vittoria all'Olimpiade nel 1920, i francesi non riuscirono più a imporsi sugli azzurri in nessuna occasione fino a un'amichevole del 1982. Quattro anni dopo quella storica vittoria i francesi riuscirono a ripetersi in una occasione ben più importante, gli ottavi di finale del campionato del mondo 1986. Da quel momento le cose cambiarono completamente: la Francia, tra alti e bassi, vinse tutti i trofei a disposizione (il campionato d'Europa di Francia 1984 e Belgio-Paesi Bassi 2000, la Confederations Cup per due anni di fila e il campionato del mondo di Francia 1998), mentre l'Italia non riuscì più a vincere un solo trofeo fino al titolo mondiale di Germania 2006.
La rivalità è andata acutizzandosi alla fine anni degli '90, quando le due compagini si incontrarono ai quarti di finale nel campionato del mondo 1998 disputato proprio in Francia e vinto poi dai francesi ai tiri di rigore. Fu due anni dopo, al campionato d'Europa 2000, che le due squadre si ritrovarono di fronte, questa volta in finale. Anche in questa occasione a imporsi fu la Francia, che vinse per 2-1 con un golden gol di David Trezeguet dopo essere stata in svantaggio per gran parte dei tempi regolamentari.
Il successivo incontro tra le nazionali ebbe luogo in occasione della finale del campionato mondiale di calcio 2006, vinta questa volta ai rigori dagli azzurri. Zinédine Zidane aprì le marcature su rigore con un tiro a cucchiaio, gol poi pareggiato da Marco Materazzi; nei supplementari lo stesso Zidane, giunto all'ultima partita della propria carriera, diede una violenta testata a Materazzi in risposta ad alcuni suoi insulti ritenuti pesanti, venendo dunque espulso. Al termine dei 120 minuti di gioco, i rigori premiarono l'Italia, la quale mise a segno tutti e cinque i propri tiri, mentre per i francesi fu fatale la traversa colpita da Trezeguet. Dopo la finale si susseguirono giornate incandescenti, con dichiarazioni velenose dei parenti di Zidane e di personaggi di primo piano francesi nei confronti di Materazzi, reo di aver provocato il calciatore francese.

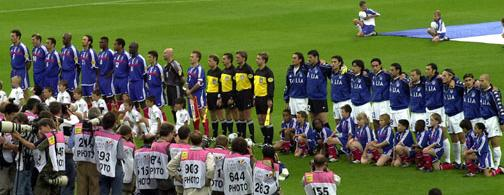
I bleus schierati in campo con gli azzurri, prima della vittoriosa finale al

Dopo la discussa finale l'Italia ritrovò la Francia sia nelle qualificazioni (ma in realtà il sorteggio era avvenuto già a gennaio 2006, prima del campionato del mondo), sia, a qualificazione ottenuta, nel girone del campionato d'Europa 2008. Anche le due partite di qualificazione per il campionato europeo furono giocate in un clima incandescente. In particolare quella di ritorno a Milano, giocata nel settembre 2007 e finita con il risultato di 0-0 (dopo la vittoria per 3-1 dei francesi a Parigi il 6 settembre 2006), fu preceduta dalle controverse dichiarazioni del CT francese Raymond Domenech rese a Le Parisien: «Sono contento di giocare l'8 settembre Italia-Francia a Milano e non a Roma: senza pista d'atletica e con 80 mila persone così vicine sarà un ambiente eccezionale. È in questi casi che si vedono i grandi giocatori: la mia sola preoccupazione sarà l'arbitro, ma con gli italiani è un'abitudine».
L'enorme gravità delle affermazioni ebbe eco immediata in Italia, suscitando lo sdegno di gran parte delle istituzioni: la UEFA fu costretta a intervenire, squalificando Domenech e multandolo aspramente. Nonostante i tentativi di distensione dei giocatori italiani e francesi, soprattutto del capitano azzurro Fabio Cannavaro, la sera della partita, allo stadio Giuseppe Meazza di Milano, il pubblico fischiò la Marsigliese. Seguirono immediate aspre polemiche in Francia e in Italia, con lettere ufficiali di scuse. A seguito di questi episodi la situazione si stemperò con le successive dichiarazioni distensive di Domenech che, dopo che la sua nazionale prima rischiò l'eliminazione e poi tornò in gioco grazie ai risultati di altre partite, disse di tifare per l'Italia in modo che la sua nazionale potesse qualificarsi con più tranquillità, cosa poi avvenuta: le due squadre, con una giornata di anticipo, ottennero la qualificazione al campionato europeo del 2008.

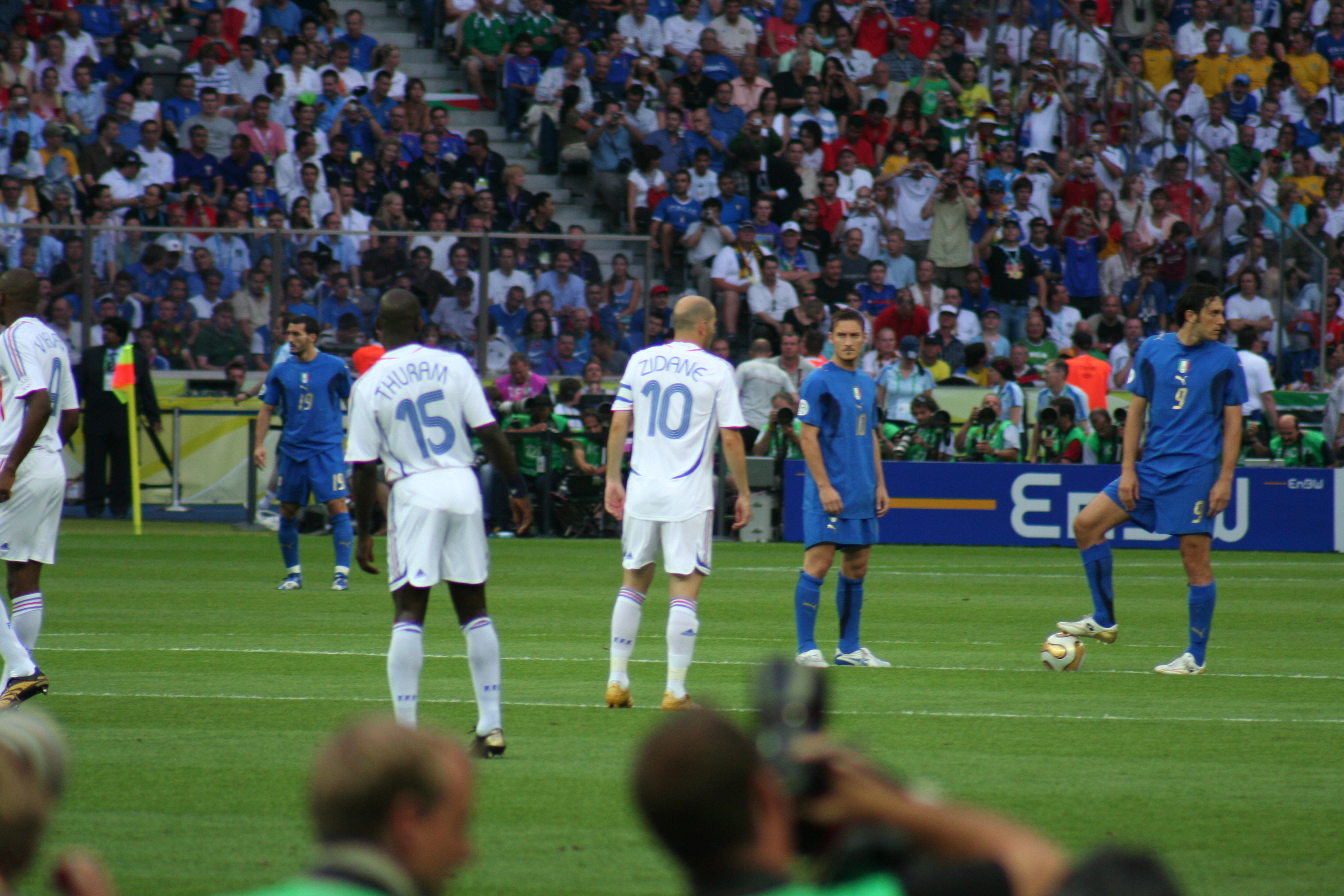
Alcuni giocatori italiani e francesi durante la finale del campionato mondiale di calcio 2006

Il 17 giugno 2008, al campionato europeo di Austria-Svizzera 2008, le compagini, ritrovatesi di fronte nell'ultima gara del girone, si videro costrette alla vittoria per passare il turno, il che rese la sfida molto competitiva. La gara fu vinta dagli per 2-0 azzurri, che eliminarono i francesi e proseguirono nella competizione, dove raggiunsero poi i quarti di finale: per la prima volta dopo trent'anni (l'ultima era stata al campionato del mondo 1978) gli azzurri riuscirono a battere i bleus nei 90 minuti di gioco regolamentari.
Sedici anni più tardi, il 6 settembre 2024, le due squadre si affrontano nuovamente in gare ufficiali. Al Parco dei Principi di Parigi, per la prima giornata del gruppo 2 di Lega A della UEFA Nations League 2024-2025, l'Italia batté la Francia per 3-1, cogliendo la prima vittoria contro i bleus in Francia dopo settant'anni.

## Confronti con le altre nazionali

### Tutti i confronti
Questi sono i saldi della Francia nei confronti delle altre nazionali.
Nota: Partite terminate ai tiri di rigore

Come previsto dai regolamenti FIFA, le partite terminate ai rigori dopo i tempi supplementari contro Brasile (21 giugno 1986, vinti), Germania (8 luglio 1982, persi), Italia (3 luglio 1998, vinti e 9 luglio 2006, persi), Svizzera (28 giugno 2021, persi) e Argentina (18 dicembre 2022, persi) sono considerate pareggi.
|  | Saldo positivo (numero di vittorie > numero di sconfitte) |
|  | Saldo neutro (numero di vittorie = numero di sconfitte)   |
|  | Saldo negativo (numero di vittorie < numero di sconfitte) |

Dati aggiornati al 30 giugno 2024.
| Avversaria             | G  | V  | N  | P  | RF  | RS  | DR  | % V    | Confederazione |
| ---------------------- | -- | -- | -- | -- | --- | --- | --- | ------ | -------------- |
| Albania                | 9  | 7  | 1  | 1  | 20  | 4   | +16 | 77.8%  | UEFA           |
| Algeria                | 1  | 1  | 0  | 0  | 4   | 1   | +3  | 100.0% | CAF            |
| Andorra                | 5  | 5  | 0  | 0  | 14  | 0   | +14 | 100.0% | UEFA           |
| Argentina              | 13 | 3  | 4  | 6  | 14  | 18  | -4  | 23.1%  | CONMEBOL       |
| Armenia                | 5  | 5  | 0  | 0  | 14  | 2   | +12 | 100.0% | UEFA           |
| Australia              | 6  | 4  | 1  | 1  | 14  | 4   | +10 | 66.7%  | OFC/AFC        |
| Austria                | 26 | 14 | 3  | 9  | 43  | 41  | +2  | 53.8%  | UEFA           |
| Azerbaigian            | 2  | 2  | 0  | 0  | 12  | 0   | +12 | 100.0% | UEFA           |
| Bielorussia            | 6  | 3  | 2  | 1  | 10  | 6   | +4  | 50.0%  | UEFA           |
| Belgio                 | 76 | 27 | 19 | 30 | 132 | 162 | -30 | 35.5%  | UEFA           |
| Bolivia                | 1  | 1  | 0  | 0  | 2   | 0   | +2  | 100.0% | CONMEBOL       |
| Bosnia ed Erzegovina   | 6  | 3  | 3  | 0  | 8   | 4   | +4  | 50.0%  | UEFA           |
| Brasile                | 16 | 5  | 4  | 7  | 20  | 27  | -7  | 31.25% | CONMEBOL       |
| Bulgaria               | 23 | 11 | 4  | 8  | 41  | 26  | +15 | 47.8%  | UEFA           |
| CAF XI                 | 1  | 1  | 0  | 0  | 2   | 0   | +2  | 100.0% | CAF            |
| Camerun                | 3  | 2  | 1  | 0  | 5   | 3   | +2  | 66.7%  | CAF            |
| Canada                 | 1  | 1  | 0  | 0  | 1   | 0   | +1  | 100.0% | CONCACAF       |
| Cile                   | 5  | 2  | 1  | 2  | 11  | 5   | +6  | 40.0%  | CONMEBOL       |
| Cina                   | 2  | 1  | 0  | 1  | 3   | 2   | +1  | 50.0%  | AFC            |
| Colombia               | 4  | 3  | 0  | 1  | 7   | 5   | +2  | 75.0%  | CONMEBOL       |
| CONCACAF XI            | 1  | 1  | 0  | 0  | 5   | 0   | +5  | 100.0% | CONCACAF       |
| Costa Rica             | 2  | 2  | 0  | 0  | 5   | 3   | +2  | 100.0% | CONCACAF       |
| Croazia                | 10 | 6  | 3  | 1  | 20  | 10  | +10 | 60.0%  | UEFA           |
| Cipro                  | 8  | 7  | 1  | 0  | 27  | 2   | +25 | 87.5%  | UEFA           |
| Cecoslovacchia         | 20 | 7  | 4  | 9  | 29  | 34  | -5  | 35.0%  | UEFA           |
| Rep. Ceca              | 4  | 1  | 2  | 1  | 4   | 5   | -1  | 25.0%  | UEFA           |
| Danimarca              | 19 | 9  | 2  | 8  | 23  | 42  | -19 | 47.4%  | UEFA           |
| Germania Est           | 7  | 2  | 2  | 3  | 8   | 7   | +1  | 28.6%  | UEFA           |
| Ecuador                | 2  | 1  | 1  | 0  | 2   | 0   | +2  | 50.0%  | CONMEBOL       |
| Egitto                 | 1  | 1  | 0  | 0  | 5   | 0   | +5  | 100.0% | CAF            |
| Inghilterra            | 34 | 11 | 6  | 17 | 45  | 75  | -30 | 32.4%  | UEFA           |
| Inghilterra dilettanti | 8  | 1  | 0  | 7  | 4   | 61  | -57 | 12.5%  | UEFA           |
| Estonia                | 1  | 1  | 0  | 0  | 4   | 0   | +4  | 100.0% | UEFA           |
| Fær Øer                | 6  | 6  | 0  | 0  | 22  | 0   | +22 | 100.0% | UEFA           |
| FIFA XI                | 1  | 1  | 0  | 0  | 5   | 1   | +4  | 100.0% | FIFA           |
| Finlandia              | 11 | 10 | 0  | 1  | 22  | 5   | +17 | 90.9%  | UEFA           |
| Georgia                | 4  | 3  | 1  | 0  | 7   | 1   | +6  | 75.0%  | UEFA           |
| Germania               | 17 | 9  | 4  | 4  | 22  | 17  | +5  | 52.9%  | UEFA           |
| Grecia                 | 10 | 7  | 2  | 1  | 26  | 9   | +17 | 70.0%  | UEFA           |
| Honduras               | 1  | 1  | 0  | 0  | 3   | 0   | +3  | 100.0% | CONCACAF       |
| Islanda                | 15 | 11 | 4  | 0  | 42  | 12  | +30 | 73.3%  | UEFA           |
| India                  | 2  | 1  | 1  | 0  | 3   | 2   | +1  | 50.0%  | AFC            |
| Iran                   | 1  | 1  | 0  | 0  | 2   | 1   | +1  | 100.0% | AFC            |
| Irlanda dilettanti     | 1  | 0  | 0  | 1  | 1   | 2   | -1  | 0.0%   | UEFA           |
| Israele                | 9  | 4  | 4  | 1  | 15  | 6   | +9  | 44.4%  | UEFA           |
| Italia                 | 39 | 11 | 10 | 18 | 56  | 82  | -28 | 28.2%  | UEFA           |
| Costa d'Avorio         | 3  | 2  | 1  | 0  | 5   | 1   | +4  | 66.7%  | CAF            |
| Giamaica               | 1  | 1  | 0  | 0  | 8   | 0   | +8  | 100.0% | CONCACAF       |
| Giappone               | 6  | 4  | 1  | 1  | 14  | 5   | +9  | 66.7%  | AFC            |
| Kazakistan             | 2  | 2  | 0  | 0  | 10  | 0   | +10 | 100.0% | UEFA           |
| Kuwait                 | 2  | 2  | 0  | 0  | 5   | 1   | +4  | 100.0% | AFC            |
| Lettonia               | 1  | 1  | 0  | 0  | 7   | 0   | +7  | 100.0% | UEFA           |
| Lituania               | 4  | 4  | 0  | 0  | 5   | 0   | +5  | 100.0% | UEFA           |
| Lussemburgo            | 19 | 17 | 1  | 1  | 74  | 12  | +62 | 89.5%  | UEFA           |
| Malta                  | 2  | 2  | 0  | 0  | 10  | 0   | +10 | 100.0% | UEFA           |
| Messico                | 7  | 5  | 1  | 1  | 15  | 6   | +9  | 71.4%  | CONCACAF       |
| Moldavia               | 2  | 2  | 0  | 0  | 6   | 2   | +4  | 100.0% | UEFA           |
| Marocco                | 6  | 4  | 2  | 0  | 14  | 6   | +8  | 66.7%  | CAF            |
| Paesi Bassi            | 31 | 15 | 5  | 11 | 53  | 57  | -4  | 48.4%  | UEFA           |
| Nuova Zelanda          | 1  | 1  | 0  | 0  | 5   | 0   | +5  | 100.0% | OFC            |
| Nigeria                | 2  | 1  | 0  | 1  | 2   | 1   | +1  | 50.0%  | CAF            |
| Irlanda del Nord       | 8  | 5  | 3  | 0  | 18  | 4   | +14 | 62.5%  | UEFA           |
| Norvegia               | 15 | 7  | 4  | 4  | 22  | 15  | +7  | 46.7%  | UEFA           |
| Paraguay               | 5  | 3  | 2  | 0  | 14  | 4   | +10 | 60.0%  | CONMEBOL       |
| Perù                   | 2  | 1  | 0  | 1  | 1   | 1   | 0   | 50.0%  | CONMEBOL       |
| Polonia                | 18 | 9  | 6  | 3  | 31  | 18  | +13 | 50.0%  | UEFA           |
| Portogallo             | 28 | 19 | 3  | 6  | 52  | 31  | +21 | 67.9%  | UEFA           |
| Irlanda                | 18 | 9  | 5  | 4  | 23  | 15  | +8  | 50.0%  | UEFA           |
| Romania                | 16 | 8  | 5  | 3  | 21  | 16  | +5  | 50.0%  | UEFA           |
| Russia                 | 7  | 4  | 1  | 2  | 15  | 10  | +5  | 57.1%  | UEFA           |
| Arabia Saudita         | 1  | 1  | 0  | 0  | 4   | 0   | +4  | 100.0% | AFC            |
| Scozia                 | 17 | 9  | 0  | 8  | 27  | 16  | +11 | 52.9%  | UEFA           |
| Senegal                | 1  | 0  | 0  | 1  | 0   | 1   | -1  | 0.0%   | CAF            |
| Serbia                 | 5  | 3  | 2  | 0  | 8   | 4   | +4  | 60.0%  | UEFA           |
| Slovacchia             | 4  | 2  | 1  | 1  | 6   | 2   | +4  | 50.0%  | UEFA           |
| Slovenia               | 3  | 3  | 0  | 0  | 10  | 2   | +8  | 100.0% | UEFA           |
| Sudafrica              | 5  | 3  | 1  | 1  | 11  | 3   | +8  | 60.0%  | CAF            |
| Corea del Sud          | 3  | 2  | 1  | 0  | 9   | 3   | +6  | 66.7%  | AFC            |
| Unione Sovietica       | 12 | 2  | 6  | 4  | 13  | 18  | -5  | 16.7%  | UEFA           |
| Spagna                 | 36 | 13 | 7  | 16 | 39  | 64  | -25 | 36.1%  | UEFA           |
| Svezia                 | 23 | 12 | 5  | 6  | 34  | 23  | +11 | 52.2%  | UEFA           |
| Svizzera               | 39 | 16 | 11 | 12 | 70  | 63  | +7  | 41.0%  | UEFA           |
| Togo                   | 1  | 1  | 0  | 0  | 2   | 0   | +2  | 100.0% | CAF            |
| Tunisia                | 5  | 2  | 2  | 1  | 7   | 4   | +3  | 40.0%  | CAF            |
| Turchia                | 6  | 4  | 1  | 1  | 13  | 5   | +8  | 66.7%  | UEFA           |
| Stati Uniti            | 4  | 3  | 1  | 0  | 11  | 1   | +10 | 75.0%  | CONCACAF       |
| Ucraina                | 12 | 6  | 5  | 1  | 23  | 8   | +15 | 50.0%  | UEFA           |
| Ungheria               | 23 | 8  | 3  | 12 | 32  | 48  | -16 | 34.8%  | UEFA           |
| Uruguay                | 10 | 3  | 4  | 3  | 7   | 8   | -1  | 30.0%  | CONMEBOL       |
| Galles                 | 6  | 4  | 1  | 1  | 14  | 4   | +10 | 66.7%  | UEFA           |
| Germania Ovest         | 15 | 6  | 4  | 5  | 28  | 29  | -1  | 40.0%  | UEFA           |
| Jugoslavia             | 26 | 9  | 7  | 10 | 41  | 39  | +2  | 34.6%  | UEFA           |

| Avversaria | G   | V   | N   | P   | RF   | RS   | DR   | % V   | Confederazione |
| ---------- | --- | --- | --- | --- | ---- | ---- | ---- | ----- | -------------- |
| Totale     | 900 | 450 | 190 | 259 | 1608 | 1228 | +380 | 50.0% | UEFA           |

### Confronti più frequenti
Questi sono i saldi della Francia nei confronti delle nazionali con cui sono stati disputati almeno 10 incontri.

#### Saldo positivo
| Nazionale   | Giocate | Vinte | Pareggiate | Perse | Reti fatte | Reti subite | Differenza reti | Ultima vittoria  | Ultimo pareggio  | Ultima sconfitta  |
| ----------- | ------- | ----- | ---------- | ----- | ---------- | ----------- | --------------- | ---------------- | ---------------- | ----------------- |
| Svizzera    | 39      | 16    | 11         | 12    | 70         | 63          | +7              | 20 giugno 2014   | 28 giugno 2021   | 27 maggio 1992    |
| Germania    | 35      | 16    | 8          | 11    | 53         | 50          | +3              | 8 giugno 2025    | 6 settembre 2018 | 23 marzo 2024     |
| Paesi Bassi | 31      | 15    | 5          | 11    | 53         | 57          | -4              | 13 ottobre 2023  | 21 giugno 2024   | 13 giugno 2008    |
| Portogallo  | 29      | 19    | 4          | 6     | 52         | 31          | +21             | 14 novembre 2020 | 5 luglio 2024    | 10 luglio 2016    |
| Austria     | 26      | 14    | 3          | 9     | 43         | 41          | +2              | 17 giugno 2024   | 10 giugno 2022   | 6 settembre 2008  |
| Bulgaria    | 23      | 11    | 4          | 8     | 41         | 26          | +15             | 8 giugno 2021    | 14 maggio 1982   | 17 novembre 1993  |
| Svezia      | 23      | 12    | 5          | 6     | 34         | 23          | +11             | 17 novembre 2020 | 9 febbraio 2005  | 9 giugno 2017     |
| Irlanda     | 19      | 10    | 5          | 4     | 25         | 15          | +10             | 7 settembre 2023 | 18 novembre 2009 | 14 ottobre 1981   |
| Lussemburgo | 19      | 17    | 1          | 1     | 74         | 12          | +62             | 5 giugno 2024    | 3 settembre 2017 | 8 febbraio 1914   |
| Danimarca   | 18      | 9     | 2          | 7     | 23         | 33          | -10             | 26 novembre 2022 | 26 giugno 2018   | 25 settembre 2022 |
| Polonia     | 18      | 9     | 6          | 3     | 31         | 18          | +13             | 4 dicembre 2022  | 25 giugno 2024   | 31 agosto 1982    |
| Scozia      | 17      | 9     | 0          | 8     | 27         | 16          | +11             | 17 ottobre 2023  | -                | 12 settembre 2007 |
| Romania     | 16      | 8     | 5          | 3     | 21         | 16          | +5              | 10 giugno 2016   | 6 settembre 2011 | 8 aprile 1972     |
| Norvegia    | 15      | 7     | 4          | 4     | 22         | 15          | +7              | 27 maggio 2014   | 25 febbraio 1998 | 11 agosto 2010    |
| Islanda     | 15      | 11    | 4          | 0     | 42         | 12          | +30             | 11 ottobre 2019  | 11 ottobre 2018  | -                 |
| Ucraina     | 12      | 6     | 5          | 1     | 23         | 8           | +15             | 7 ottobre 2020   | 4 settembre 2021 | 15 novembre 2013  |
| Croazia     | 12      | 7     | 3          | 2     | 22         | 12          | +10             | 23 marzo 2025    | 6 giugno 2022    | 20 marzo 2025     |
| Finlandia   | 11      | 10    | 0          | 1     | 22         | 5           | +17             | 16 novembre 2021 | -                | 11 novembre 2020  |
| Israele     | 11      | 5     | 5          | 1     | 19         | 7           | +12             | 10 ottobre 2024  | 14 novembre 2024 | 13 ottobre 1993   |
| Grecia      | 10      | 7     | 2          | 1     | 26         | 9           | +17             | 19 giugno 2023   | 21 novembre 2023 | 25 giugno 2004    |

#### Saldo neutro
| Nazionale | Giocate | Vinte | Pareggiate | Perse | Reti fatte | Reti subite | Differenza reti | Ultima vittoria  | Ultimo pareggio | Ultima sconfitta |
| --------- | ------- | ----- | ---------- | ----- | ---------- | ----------- | --------------- | ---------------- | --------------- | ---------------- |
| Uruguay   | 10      | 3     | 4          | 3     | 7          | 8           | -1              | 20 novembre 2018 | 15 agosto 2012  | 5 giugno 2013    |

#### Saldo negativo
| Nazionale        | Giocate | Vinte | Pareggiate | Perse | Reti fatte | Reti subite | Differenza reti | Ultima vittoria  | Ultimo pareggio  | Ultima sconfitta |
| ---------------- | ------- | ----- | ---------- | ----- | ---------- | ----------- | --------------- | ---------------- | ---------------- | ---------------- |
| Belgio           | 78      | 29    | 19         | 30    | 136        | 163         | -27             | 14 ottobre 2024  | 14 agosto 2013   | 7 giugno 2015    |
| Italia           | 41      | 12    | 10         | 19    | 60         | 86          | -26             | 17 novembre 2024 | 8 settembre 2007 | 6 settembre 2024 |
| Spagna           | 38      | 13    | 7          | 18    | 44         | 71          | -27             | 10 ottobre 2021  | 16 ottobre 2012  | 5 giugno 2025    |
| Inghilterra      | 32      | 10    | 5          | 17    | 41         | 72          | -31             | 10 dicembre 2022 | 11 giugno 2012   | 17 novembre 2015 |
| Jugoslavia       | 26      | 9     | 8          | 10    | 41         | 39          | +2              | 20 novembre 2002 | 29 aprile 1989   | 19 novembre 1988 |
| Ungheria         | 23      | 8     | 3          | 12    | 32         | 48          | −16             | 31 maggio 2005   | 19 giugno 2021   | 22 maggio 1976   |
| Cecoslovacchia   | 20      | 7     | 4          | 9     | 29         | 34          | −5              | 4 settembre 1991 | 24 agosto 1988   | 4 aprile 1979    |
| Brasile          | 15      | 5     | 4          | 6     | 20         | 24          | -5              | 9 febbraio 2011  | 20 maggio 2004   | 26 marzo 2015    |
| Argentina        | 13      | 3     | 4          | 6     | 14         | 18          | −4              | 30 giugno 2018   | 18 dicembre 2022 | 11 febbraio 2009 |
| Unione Sovietica | 11      | 2     | 6          | 3     | 13         | 17          | -4              | 13 ottobre 1972  | 9 settembre 1987 | 11 ottobre 1986  |

## Palmarès
- Campionato mondiale: 2

Francia 1998, Russia 2018
- Confederations Cup: 2  (record europeo)

Corea del Sud e Giappone 2001, Francia 2003
- Campionato d'Europa: 2

Francia 1984, Belgio-Paesi Bassi 2000
- UEFA Nations League: 1

2020-2021
- Coppa dei Campioni CONMEBOL-UEFA: 1  (record europeo)

Francia 1985

## Partecipazioni ai tornei internazionali
Legenda: Grassetto: Risultato migliore, Corsivo: Mancate partecipazioni

## Statistiche dettagliate sui tornei internazionali

### Mondiali
| Anno | Luogo                    | Piazzamento      | V | N | P | Gol   |
| ---- | ------------------------ | ---------------- | - | - | - | ----- |
| 1930 | Uruguay                  | Primo turno      | 1 | 0 | 2 | 4:3   |
| 1934 | Italia                   | Ottavi di finale | 0 | 0 | 1 | 2:3   |
| 1938 | Francia                  | Quarti di finale | 1 | 0 | 1 | 4:4   |
| 1950 | Brasile                  | Ritirata         | - | - | - | -     |
| 1954 | Svizzera                 | Primo turno      | 1 | 0 | 1 | 3:3   |
| 1958 | Svezia                   | Terzo posto      | 4 | 0 | 2 | 23:15 |
| 1962 | Cile                     | Non qualificata  | - | - | - | -     |
| 1966 | Inghilterra              | Primo turno      | 0 | 1 | 2 | 2:5   |
| 1970 | Messico                  | Non qualificata  | - | - | - | -     |
| 1974 | Germania Ovest           | Non qualificata  | - | - | - | -     |
| 1978 | Argentina                | Primo turno      | 1 | 0 | 2 | 5:5   |
| 1982 | Spagna                   | Quarto posto     | 3 | 2 | 2 | 16:12 |
| 1986 | Messico                  | Terzo posto      | 4 | 2 | 1 | 12:6  |
| 1990 | Italia                   | Non qualificata  | - | - | - | -     |
| 1994 | Stati Uniti              | Non qualificata  | - | - | - | -     |
| 1998 | Francia                  | Campione         | 6 | 1 | 0 | 15:2  |
| 2002 | Corea del Sud / Giappone | Primo turno      | 0 | 1 | 2 | 0:3   |
| 2006 | Germania                 | Secondo posto    | 4 | 3 | 0 | 9:3   |
| 2010 | Sudafrica                | Primo turno      | 0 | 1 | 2 | 1:4   |
| 2014 | Brasile                  | Quarti di finale | 3 | 1 | 1 | 10:3  |
| 2018 | Russia                   | Campione         | 6 | 1 | 0 | 14:6  |
| 2022 | Qatar                    | Secondo posto    | 5 | 1 | 1 | 16:8  |

### Europei
| Anno | Luogo                | Piazzamento      | V | N | P | Gol  |
| ---- | -------------------- | ---------------- | - | - | - | ---- |
| 1960 | Francia              | Quarto posto     | 0 | 0 | 2 | 4:7  |
| 1964 | Spagna               | Non qualificata  | - | - | - | -    |
| 1968 | Italia               | Non qualificata  | - | - | - | -    |
| 1972 | Belgio               | Non qualificata  | - | - | - | -    |
| 1976 | Jugoslavia           | Non qualificata  | - | - | - | -    |
| 1980 | Italia               | Non qualificata  | - | - | - | -    |
| 1984 | Francia              | Campione         | 5 | 0 | 0 | 14:4 |
| 1988 | Germania Ovest       | Non qualificata  | - | - | - | -    |
| 1992 | Svezia               | Primo turno      | 0 | 2 | 1 | 2:3  |
| 1996 | Inghilterra          | Semifinali       | 2 | 3 | 0 | 5:2  |
| 2000 | Belgio / Paesi Bassi | Campione         | 5 | 0 | 1 | 13:7 |
| 2004 | Portogallo           | Quarti di finale | 2 | 1 | 1 | 7:5  |
| 2008 | Austria / Svizzera   | Primo turno      | 0 | 1 | 2 | 1:6  |
| 2012 | Polonia / Ucraina    | Quarti di finale | 1 | 1 | 2 | 3:5  |
| 2016 | Francia              | Secondo posto    | 5 | 1 | 1 | 13:5 |
| 2020 | Europa               | Ottavi di finale | 1 | 3 | 0 | 7:6  |
| 2024 | Germania             | Semifinali       | 2 | 3 | 1 | 4:3  |

### Confederations Cup
| Anno | Luogo                    | Piazzamento     | V | N | P | Gol  |
| ---- | ------------------------ | --------------- | - | - | - | ---- |
| 1992 | Arabia Saudita           | Non invitata    | - | - | - | -    |
| 1995 | Arabia Saudita           | Non invitata    | - | - | - | -    |
| 1997 | Arabia Saudita           | Non qualificata | - | - | - | -    |
| 1999 | Messico                  | Rinuncia        | - | - | - | -    |
| 2001 | Corea del Sud / Giappone | Campione        | 4 | 0 | 1 | 12:2 |
| 2003 | Francia                  | Campione        | 5 | 0 | 0 | 12:3 |
| 2005 | Germania                 | Non qualificata | - | - | - | -    |
| 2009 | Sudafrica                | Non qualificata | - | - | - | -    |
| 2013 | Brasile                  | Non qualificata | - | - | - | -    |
| 2017 | Russia                   | Non qualificata | - | - | - | -    |

### Nations League
| Anno      | Luogo       | Piazzamento   | V | N | P | Gol   |
| --------- | ----------- | ------------- | - | - | - | ----- |
| 2018-2019 | Portogallo  | 6º in Lega A  | 2 | 1 | 1 | 4:4   |
| 2020-2021 | Italia      | Campione      | 7 | 1 | 0 | 17:8  |
| 2022-2023 | Paesi Bassi | 12° in Lega A | 1 | 2 | 3 | 5:7   |
| 2024-2025 | Germania    | Terzo posto   | 6 | 1 | 3 | 20:13 |

### Olimpiadi
| Anno | Luogo     | Piazzamento      | V | N | P | Gol  |
| ---- | --------- | ---------------- | - | - | - | ---- |
| 1908 | Londra    | Semifinali       | 0 | 0 | 1 | 1:17 |
| 1908 | Londra    | Quarti di finale | 0 | 0 | 1 | 0:9  |
| 1912 | Stoccolma | Non partecipante | - | - | - | -    |
| 1920 | Anversa   | Semifinali       | 1 | 0 | 1 | 4:5  |
| 1924 | Parigi    | Quarti di finale | 1 | 0 | 1 | 8:5  |
| 1928 | Amsterdam | Ottavi di finale | 0 | 0 | 1 | 3:4  |
| 1936 | Berlino   | Non partecipante | - | - | - | -    |
| 1948 | Londra    | Quarti di finale | 1 | 0 | 1 | 2:2  |

## Tutte le rose

### Mondiali
Coppa del Mondo FIFA 1930P Tassin, P Thépot, D Andoire, D Capelle, D Mattler, C Chantrel, C Delmer, C J. Laurent, C L. Laurent, C Pinel, C Villaplane, A Delfour, A Langiller, A Libérati, A Maschinot, A Veinante, CT: Caudron
Coppa del Mondo FIFA 1934P Défossé, P Llense, P Thépot, D Gonzales, D Mairesse, D Mattler, D Vandooren, C Beaucourt, C Delfour, C Delmer, C Gabrillargues, C Laurent, C Liétaer, C Rio, C Verriest, A Alcazar, A Aston, A Courtois, A Keller, A Korb, A Nicolas, A Veinante, CT: Kimpton
Coppa del Mondo FIFA 1938P Darui, P Di Lorto, P Llense, D Ben Bouali, D Cazenave, D Mattler, D Povolny, D Vandooren, C Bastien, C Bourbotte, C Diagne, C Jasseron, C Jordan, A Aston, A Brusseaux, A Courtois, A Delfour, A Heisserer, A Kowalczyk, A Nicolas, A Veinante, A Zatelli, CT: Barreau
Coppa del Mondo FIFA 19541 Remetter, 2 Ruminski, 3 Abbes, 4 Gianessi, 5 Grimonpon, 6 Kaelbel, 7 Marche, 8 Bieganski, 9 Cuissard, 10 Jonquet, 11 Louis, 12 Marcel, 13 Mahjoub, 14 Penverne, 15 Ben Tifour, 16 Dereuddre, 17 Glovacki, 18 Kopa, 19 Leblond, 20 Schultz, 21 Strappe, 22 Vincent, CT: Pibarot
Coppa del Mondo FIFA 19581 Abbes, 2 Colonna, 3 Remetter, 4 Kaelbel, 5 Lerond, 6 Marche, 7 Mouynet, 8 Chiarelli, 9 Hnatow, 10 Jonquet, 11 Lafont, 12 Marcel, 13 Penverne, 14 Bellot, 15 Bruey, 16 Douis, 17 Fontaine, 18 Kopa, 19 Oliver, 20 Piantoni, 21 Vincent, 22 Wisnieski, CT: Batteux
Coppa del Mondo FIFA 19661 Aubour, 2 Artélésa, 3 Baraffe, 4 Bonnel, 5 Bosquier, 6 Budzynski, 7 Chorda, 8 Combin, 9 Couécou, 10 De Bourgoing, 11 De Michèle, 12 Djorkaeff, 13 Gondet, 14 Hausser, 15 Herbet, 16 Herbin, 17 Muller, 18 Piumi, 19 Robuschi, 20 Simon, 21 Carnus, 22 Schuth, CT: Guérin
Coppa del Mondo FIFA 19781 Baratelli, 2 Battiston, 3 Bossis, 4 Janvion, 5 Bracci, 6 Lopez, 7 Rio, 8 Trésor, 9 Bathenay, 10 Guillou, 11 Michel, 12 Papi, 13 J. Petit, 14 Berdoll, 15 Platini, 16 Dalger, 17 Lacombe, 18 Rocheteau, 19 Six, 20 Rouyer, 21 Bertrand-Demanes, 22 Dropsy, CT: Hidalgo
Coppa del Mondo FIFA 19821 Baratelli, 2 Amoros, 3 Battiston, 4 Bossis, 5 Janvion, 6 Lopez, 7 Mahut, 8 Trésor, 9 Genghini, 10 Platini, 11 Girard, 12 Giresse, 13 Larios, 14 Tigana, 15 Bellone, 16 Couriol, 17 Lacombe, 18 Rocheteau, 19 Six, 20 Soler, 21 Castaneda, 22 Ettori, CT: Hidalgo
Coppa del Mondo FIFA 19861 Bats, 2 Amoros, 3 Ayache, 4 Battiston, 5 Bibard, 6 Bossis, 7 Le Roux, 8 Tusseau, 9 Fernández, 10 Platini, 11 Ferreri, 12 Giresse, 13 Genghini, 14 Tigana, 15 Vercruysse, 16 Bellone, 17 Papin, 18 Rocheteau, 19 Stopyra, 20 Xuereb, 21 Bergerôo, 22 Rust, CT: Michel
Coppa del Mondo FIFA 19981 Lama, 2 Candela, 3 Lizarazu, 4 Vieira, 5 Blanc, 6 Djorkaeff, 7 Deschamps, 8 Desailly, 9 Guivarc'h, 10 Zidane, 11 Pirès, 12 Henry, 13 Diomède, 14 Boghossian, 15 Thuram, 16 Barthez, 17 Petit, 18 Lebœuf, 19 Karembeu, 20 Trezeguet, 21 Dugarry, 22 Charbonnier, CT: Jacquet
Coppa del Mondo FIFA 20021 Ramé, 2 Candela, 3 Lizarazu, 4 Vieira, 5 Christanval, 6 Djorkaeff, 7 Makélélé, 8 Desailly, 9 Cissé, 10 Zidane, 11 Wiltord, 12 Henry, 13 Silvestre, 14 Boghossian, 15 Thuram, 16 Barthez, 17 Petit, 18 Lebœuf, 19 Sagnol, 20 Trezeguet, 21 Dugarry, 22 Micoud, 23 Coupet, CT: Lemerre
Coppa del Mondo FIFA 20061 Landreau, 2 Boumsong, 3 Abidal, 4 Vieira, 5 Gallas, 6 Makélélé, 7 Malouda, 8 Dhorasoo, 9 Govou, 10 Zidane, 11 Wiltord, 12 Henry, 13 Silvestre, 14 Saha, 15 Thuram, 16 Barthez, 17 Givet, 18 Diarra, 19 Sagnol, 20 Trezeguet, 21 Chimbonda, 22 Ribéry, 23 Coupet, CT: Domenech
Coppa del Mondo FIFA 20101 Lloris, 2 Sagna, 3 Abidal, 4 Réveillère, 5 Gallas, 6 Planus, 7 Ribéry, 8 Gourcuff, 9 Cissé, 10 Govou, 11 Gignac, 12 Henry, 13 Evra, 14 Toulalan, 15 Malouda, 16 Mandanda, 17 Squillaci, 18 Diarra, 19 Diaby, 20 Valbuena, 21 Anelka, 22 Clichy, 23 Carrasso, CT: Domenech
Coppa del Mondo FIFA 20141 Lloris, 2 Debuchy, 3 Evra, 4 Varane, 5 Sakho, 6 Cabaye, 7 Cabella, 8 Valbuena, 9 Giroud, 10 Benzema, 11 Griezmann, 12 Mavuba, 13 Mangala, 14 Matuidi, 15 Sagna, 16 Ruffier, 17 Digne, 18 Sissoko, 19 Pogba, 20 Rémy, 21 Koscielny, 22 Schneiderlin, 23 Landreau, CT: Deschamps
Coppa del Mondo FIFA 20181 Lloris, 2 Pavard, 3 Kimpembe, 4 Varane, 5 Umtiti, 6 Pogba, 7 Griezmann, 8 Lemar, 9 Giroud, 10 Mbappé, 11 Dembélé, 12 Tolisso, 13 Kanté, 14 Matuidi, 15 Nzonzi, 16 Mandanda, 17 Rami, 18 Fekir, 19 Sidibé, 20 Thauvin, 21 L. Hernandez, 22 Mendy, 23 Areola, CT: Deschamps
Coppa del Mondo FIFA 20221 Lloris, 2 Pavard, 3 Disasi, 4 Varane, 5 Koundé, 6 Guendouzi, 7 Griezmann, 8 Tchouaméni, 9 Giroud, 10 Mbappé, 11 Dembélé, 12 Kolo Muani, 13 Fofana, 14 Rabiot, 15 Veretout, 16 Mandanda, 17 Saliba, 18 Upamecano, 19 Benzema, 20 Coman, 21 L. Hernández, 22 T. Hernández, 23 Areola, 24 Konaté, 25 Camavinga, 26 Thuram, CT: Deschamps

### Europei
Campionato d'Europa UEFA 1960P Lamia, P Taillander, D Chorda, D Herbin, D Jonquet, D Rodzik, D Siatka, D Wendling, C Ferrier, C Marcel, C Muller, A Douis, A Heutte, A Sauvage, A Stievenard, A Vincent, A Wisnieski, CT: Batteux
Campionato d’Europa UEFA 19841 Bats, 2 Amoros, 3 Domergue, 4 Bossis, 5 Battiston, 6 Fernández, 7 Ferreri, 8 Bravo, 9 Genghini, 10 Platini, 11 Bellone, 12 Giresse, 13 Six, 14 Tigana, 15 Le Roux, 16 Rocheteau, 17 Lacombe, 18 Tusseau, 19 Bergerôo, 20 Rust, CT: Hidalgo
Campionato d’Europa UEFA 19921 Martini, 2 Amoros, 3 Silvestre, 4 Petit, 5 Blanc, 6 Casoni, 7 Deschamps, 8 Sauzée, 9 Papin, 10 Fernández, 11 Perez, 12 Cocard, 13 Boli, 14 Durand, 15 Divert, 16 Vahirua, 17 Garde, 18 Cantona, 19 Rousset, 20 Angloma, CT: Platini
Campionato d’Europa UEFA 19961 Lama, 2 Angloma, 3 Di Meco, 4 Lebœuf, 5 Blanc, 6 Guérin, 7 Deschamps, 8 Desailly, 9 Djorkaeff, 10 Zidane, 11 Loko, 12 Lizarazu, 13 Dugarry, 14 Lamouchi, 15 Thuram, 16 Barthez, 17 Madar, 18 Pedros, 19 Karembeu, 20 Roche, 21 Martins, 22 Martini, CT: Jacquet
Campionato d’Europa UEFA 20001 Lama, 2 Candela, 3 Lizarazu, 4 Vieira, 5 Blanc, 6 Djorkaeff, 7 Deschamps, 8 Desailly, 9 Anelka, 10 Zidane, 11 Pirès, 12 Henry, 13 Wiltord, 14 Micoud, 15 Thuram, 16 Barthez, 17 Petit, 18 Lebœuf, 19 Karembeu, 20 Trezeguet, 21 Dugarry, 22 Ramé, CT: Lemerre
Campionato d’Europa UEFA 20041 Landreau, 2 Boumsong, 3 Lizarazu, 4 Vieira, 5 Gallas, 6 Makélélé, 7 Pirès, 8 Desailly, 9 Saha, 10 Zidane, 11 Wiltord, 12 Henry, 13 Silvestre, 14 Rothen, 15 Thuram, 16 Barthez, 17 Dacourt, 18 Pedretti, 19 Sagnol, 20 Trezeguet, 21 Marlet, 22 Govou, 23 Coupet, CT: Santini
Campionato d'Europa UEFA 20081 Mandanda, 2 Boumsong, 3 Abidal, 4 Vieira, 5 Gallas, 6 Makélélé, 7 Malouda, 8 Anelka, 9 Benzema, 10 Govou, 11 Nasri, 12 Henry, 13 Evra, 14 Clerc, 15 Thuram, 16 Frey, 17 Squillaci, 18 Gomis, 19 Sagnol, 20 Toulalan, 21 Diarra, 22 Ribéry, 23 Coupet, CT: Domenech
Campionato d'Europa UEFA 20121 Lloris, 2 Debuchy, 3 Evra, 4 Rami, 5 Mexès, 6 Cabaye, 7 Ribéry, 8 Valbuena, 9 Giroud, 10 Benzema, 11 Nasri, 12 Matuidi, 13 Réveillère, 14 Ménez, 15 Malouda, 16 Mandanda, 17 M'Vila, 18 Diarra, 19 Martin, 20 Ben Arfa, 21 Koscielny, 22 Clichy, 23 Carrasso, CT: Blanc
Campionato d'Europa UEFA 20161 Lloris, 2 Jallet, 3 Evra, 4 Rami, 5 Kanté, 6 Cabaye, 7 Griezmann, 8 Payet, 9 Giroud, 10 Gignac, 11 Martial, 12 Schneiderlin, 13 Mangala, 14 Matuidi, 15 Pogba, 16 Mandanda, 17 Digne, 18 Sissoko, 19 Sagna, 20 Coman, 21 Koscielny, 22 Umtiti, 23 Costil, CT: Deschamps
Campionato d'Europa UEFA 20201 Lloris, 2 Pavard, 3 Kimpembe, 4 Varane, 5 Lenglet, 6 Pogba, 7 Griezmann, 8 Lemar, 9 Giroud, 10 Mbappé, 11 Dembélé, 12 Tolisso, 13 Kanté, 14 Rabiot, 15 Zouma, 16 Mandanda, 17 Sissoko, 18 Digne, 19 Benzema, 20 Coman, 21 Hernández, 22 Ben Yedder, 23 Maignan, 24 Dubois, 25 Koundé, 26 Thuram, CT: Deschamps
Campionato d'Europa UEFA 20241 Samba, 2 Pavard, 3 Clauss, 4 Upamecano, 5 Koundé, 6 Camavinga, 7 Griezmann, 8 Tchouaméni, 9 Giroud, 10 Mbappé, 11 Dembélé, 12 Kolo Muani, 13 Kanté, 14 Rabiot, 15 Thuram, 16 Maignan, 17 Saliba, 18 Zaïre-Emery, 19 Fofana, 20 Coman, 21 Mendy, 22 Hernández, 23 Areola, 24 Konaté, 25 Barcola, CT: Deschamps

### Nations League
Fase finale UEFA Nations League 2020-20211 Lloris, 2 Pavard, 3 Kimpembe, 4 Varane, 5 Koundé, 6 Pogba, 7 Griezmann, 8 Tchouaméni, 9 Martial, 10 Mbappé, 11 Diaby, 12 Dubois, 13 Guendouzi, 14 Rabiot, 15 Upamecano, 16 Costil, 17 Veretout, 18 Digne, 19 Benzema, 20 Ben Yedder, 21 L. Hernández, 22 T. Hernández, 23 Maignan, CT: Deschamps
Fase finale UEFA Nations League 2024-20251 Samba, 2 Pavard, 3 Digne, 4 Badé, 5 Lenglet, 6 Guendouzi, 7 Dembélé, 8 Tchouaméni, 9 Thuram, 10 Mbappé, 11 Olise, 12 Kolo Muani, 13 Koné, 14 Rabiot, 15 Konaté, 16 Maignan, 17 Gusto, 18 Zaïre-Emery, 19 Kalulu, 20 Barcola, 21 L. Hernández, 22 T. Hernández, 23 Chevalier, 24 Doué, 25 Cherki, CT: Deschamps

### Confederations Cup
FIFA Confederations Cup 20011 Ramé, 2 Sagnol, 3 Lizarazu, 4 Vieira, 5 Gillet, 6 Djorkaeff, 7 Pirès, 8 Desailly, 9 Anelka, 10 Carrière, 11 Wiltord, 12 Coupet, 13 Silvestre, 14 Née, 15 Bréchet, 16 Dacourt, 17 Marlet, 18 Lebœuf, 19 Karembeu, 20 Camara, 21 Dugarry, 22 Robert, 23 Landreau, CT: Lemerre
FIFA Confederations Cup 20031 Landreau, 2 Mexès, 3 Lizarazu, 4 Boumsong, 5 Gallas, 6 Dacourt, 7 Pirès, 8 Desailly, 9 Cissé, 10 Giuly, 11 Wiltord, 12 Henry, 13 Silvestre, 14 Rothen, 15 Thuram, 16 Barthez, 17 Kapo, 18 Pedretti, 19 Sagnol, 20 Marlet, 21 Dabo, 22 Govou, 23 Coupet, CT: Santini

### Giochi olimpici
Calcio ai Giochi Olimpici Estivi 1908P Signoret, P Tillette, D Desaulty, D J. Dubly, D Wibaut, C Bayrou, C Du Rhéart, C Renaux, C Schubart, A Albert, A Cyprès, A A. Dubly, A Fenouillière, A François, A Hanot, A Royet, A Sartorius, A Zimmermman, CT: commissione tecnica
Calcio ai Giochi Olimpici Estivi 1908P Desrousseaux, D Bilot, D Morillon, D Verlet, C Dastarac, C Denis, C Gressier, C Prouvost, C Vialaret, A Eucher, A Filez, A Holgard, A Jenicot, A Mathaux, A Schaff, A Six, CT: commissione tecnica
Calcio ai Giochi Olimpici Estivi 1920P Le Bidois, P Parsys, D Baumann, D Huot, D Mony, D Roth, C Batmale, C Bonnardel, C P. Gastiger, C Gravelines, C Hugues, C Leroux, C Petit, A Bard, A Bongard, A Boyer, A Dewaquez, A Dubly, A M. Gastiger, A Lassalle, A Nicolas, CT: Pentland
Calcio ai Giochi Olimpici Estivi 1924P Chayriguès, P Cottenet, D Baumann, D Canthelou, D Gravier, D Huot, C Bard, C Batmale, C Bonnardel, C Crut, C Domergue, C Jourda, C Parachini, A Boyer, A Chesneau, A Dewaquez, A Dubly, A Dufour, A Gross, A Isbecque, A Nicolas, A Rénier, CT: Griffiths
Calcio ai Giochi Olimpici Estivi 1928P Henric, P Thépot, D Canthelou, D Domergue, D Rollet, D Wallet, C Banide, C Brouzes, C Chantrel, C Dauphin, C Villaplane, A Bardot, A Dewaquez, A Gourdon, A Langiller, A Monsallier, A Nicolas, A Pavillard, CT: Farmer
Calcio ai Giochi Olimpici Estivi 1948P Rouxel, P Schaeffer, D Bienvenu, D Ducousso, D Gianessi, C Colau, C Krug, C Mercurio, C Rabstejnek, C Robert, C Rouellé, A Bottini, A Courbin, A Hebinger, A Hamoutène, A Heckel, A J. Lanfranchi, A M. Lanfranchi, A Paluch, A Persillon, A Strappe, CT: sconosciuto
NOTA: per le informazioni sulle rose successive al 1948 visionare la pagina della Nazionale olimpica.

## Rosa attuale
Lista dei giocatori convocati per le gare della Final Four di UEFA Nations League 2024-2025 del 5 e 8 giugno 2025.
Presenze e reti aggiornate all'8 giugno 2025, al termine della gara contro la Germania.
|  | P | Lucas Chevalier     | 6 novembre 2001  | 0  | 0   | Lilla               |  |  |
|  | P | Mike Maignan        | 3 luglio 1995    | 32 | -25 | Milan               |  |  |
|  | P | Brice Samba         | 26 aprile 1994   | 3  | -4  | Lens                |  |  |
|  |   |                     |                  |    |     |                     |  |  |
|  | D | Loïc Badé           | 11 aprile 2000   | 1  | 0   | Siviglia            |  |  |
|  | D | Lucas Digne         | 20 luglio 1993   | 52 | 0   | Aston Villa         |  |  |
|  | D | Malo Gusto          | 19 maggio 2003   | 3  | 0   | Chelsea             |  |  |
|  | D | Lucas Hernandez     | 14 febbraio 1996 | 39 | 0   | Paris Saint-Germain |  |  |
|  | D | Theo Hernández      | 6 ottobre 1997   | 38 | 2   | Milan               |  |  |
|  | D | Pierre Kalulu       | 5 giugno 2000    | 1  | 0   | Juventus            |  |  |
|  | D | Ibrahima Konaté     | 25 maggio 1999   | 22 | 0   | Liverpool           |  |  |
|  | D | Clément Lenglet     | 17 giugno 1995   | 16 | 1   | Atlético Madrid     |  |  |
|  | D | Benjamin Pavard     | 28 marzo 1996    | 55 | 5   | Inter               |  |  |
|  |   |                     |                  |    |     |                     |  |  |
|  | C | Mattéo Guendouzi    | 14 aprile 1999   | 14 | 2   | Lazio               |  |  |
|  | C | Manu Koné           | 17 maggio 2001   | 8  | 0   | Roma                |  |  |
|  | C | Adrien Rabiot       | 3 marzo 1995     | 53 | 6   | Olympique Marsiglia |  |  |
|  | C | Aurélien Tchouaméni | 27 gennaio 2000  | 41 | 3   | Real Madrid         |  |  |
|  | C | Warren Zaïre-Emery  | 8 marzo 2006     | 7  | 1   | Paris Saint-Germain |  |  |
|  |   |                     |                  |    |     |                     |  |  |
|  | A | Bradley Barcola     | 2 settembre 2002 | 14 | 2   | Paris Saint-Germain |  |  |
|  | A | Rayan Cherki        | 17 agosto 2003   | 2  | 1   | Olympique Lione     |  |  |
|  | A | Ousmane Dembélé     | 15 maggio 1997   | 56 | 7   | Paris Saint-Germain |  |  |
|  | A | Désiré Doué         | 3 giugno 2005    | 3  | 0   | Paris Saint-Germain |  |  |
|  | A | Randal Kolo Muani   | 5 dicembre 1998  | 31 | 9   | Juventus            |  |  |
|  | A | Kylian Mbappé       | 20 dicembre 1998 | 90 | 50  | Real Madrid         |  |  |
|  | A | Michael Olise       | 12 dicembre 2001 | 8  | 2   | Bayern Monaco       |  |  |
|  | A | Marcus Thuram       | 6 agosto 1997    | 30 | 2   | Inter               |  |  |

## Record individuali
Di seguito i primi 10 giocatori per presenze e reti di tutti i tempi della nazionale francese.
- In grassetto i giocatori ancora in attività in nazionale.

Dati aggiornati all'8 giugno 2025.
| Pos. | Giocatore         | Presenze | Reti | Periodo   |
| ---- | ----------------- | -------- | ---- | --------- |
| 1    | Hugo Lloris       | 145      | 0    | 2008-2022 |
| 2    | Lilian Thuram     | 142      | 2    | 1994-2008 |
| 3    | Olivier Giroud    | 137      | 57   | 2011-2024 |
| 3    | Antoine Griezmann | 137      | 44   | 2014-2024 |
| 5    | Thierry Henry     | 123      | 51   | 1997-2010 |
| 6    | Marcel Desailly   | 116      | 3    | 1993-2004 |
| 7    | Zinédine Zidane   | 108      | 31   | 1994-2006 |
| 8    | Patrick Vieira    | 107      | 6    | 1997-2009 |
| 9    | Didier Deschamps  | 103      | 4    | 1989-2000 |
| 10   | Karim Benzema     | 97       | 37   | 2007-2022 |
| 10   | Laurent Blanc     | 97       | 16   | 1989-2000 |

| Pos. | Giocatore         | Reti | Presenze | Periodo   |
| ---- | ----------------- | ---- | -------- | --------- |
| 1    | Olivier Giroud    | 57   | 137      | 2011-2024 |
| 2    | Thierry Henry     | 51   | 123      | 1997-2010 |
| 3    | Kylian Mbappé     | 50   | 90       | 2017-     |
| 4    | Antoine Griezmann | 44   | 137      | 2014-2024 |
| 5    | Michel Platini    | 41   | 72       | 1976-1987 |
| 6    | Karim Benzema     | 37   | 97       | 2007-2022 |
| 7    | David Trezeguet   | 34   | 71       | 1998-2008 |
| 8    | Zinédine Zidane   | 31   | 108      | 1994-2006 |
| 9    | Just Fontaine     | 30   | 21       | 1953-1960 |
| 9    | Jean-Pierre Papin | 30   | 54       | 1986-1995 |

## Commissari tecnici
Prima del 1936 (tranne alcuni periodi) i giocatori erano selezionati da un comitato della FFF.
Dati aggiornati al 2 luglio 2024.
| Allenatore                 | Periodo in carica | G   | V   | N  | P  | % vittorie |
| -------------------------- | ----------------- | --- | --- | -- | -- | ---------- |
| Raoul Caudron              | 1930              | ?   | ?   | ?  | ?  | ?          |
| Sid Kimpton                | 1934              | ?   | ?   | ?  | ?  | ?          |
| Sid Kimpton                | 1935-1936         | ?   | ?   | ?  | ?  | ?          |
| Gaston Barreau             | 1936-1954         | ?   | ?   | ?  | ?  | ?          |
| Albert Batteux             | 1955-1962         | ?   | ?   | ?  | ?  | ?          |
| Henri Guérin               | 1964-1966         | 15  | 5   | 4  | 6  | 33,3       |
| José Arribas e Jean Snella | 1966              | 4   | 2   | 0  | 2  | 50,0       |
| Just Fontaine              | 1967              | 2   | 0   | 0  | 2  | &0,0       |
| Louis Dugauguez            | 1967-1968         | 9   | 2   | 3  | 4  | 22,2       |
| Georges Boulogne           | 1969-1973         | 31  | 15  | 5  | 11 | 48,4       |
| Ștefan Kovács              | 1973-1975         | 15  | 6   | 4  | 5  | 40,0       |
| Michel Hidalgo             | 1976-1984         | 75  | 41  | 16 | 18 | 54,7       |
| Henri Michel               | 1984-1988         | 36  | 16  | 12 | 8  | 44,4       |
| Michel Platini             | 1988-1992         | 29  | 16  | 8  | 5  | 55,2       |
| Gérard Houllier            | 1992-1993         | 12  | 7   | 1  | 4  | 58,3       |
| Aimé Jacquet               | 1994-1998         | 53  | 34  | 16 | 3  | 64,2       |
| Roger Lemerre              | 1998-2002         | 53  | 34  | 11 | 8  | 64,2       |
| Jacques Santini            | 2002-2004         | 28  | 22  | 4  | 2  | 78,6       |
| Raymond Domenech           | 2004-2010         | 79  | 41  | 24 | 14 | 51,9       |
| Laurent Blanc              | 2010-2012         | 27  | 16  | 7  | 4  | 59,3       |
| Didier Deschamps           | 2012-oggi         | 157 | 101 | 32 | 24 | 64,3       |